# Téwodros II
Vous lisez un « article de qualité » labellisé en 2010.
Cette page contient des caractères éthiopiques. En cas de problème, consultez Aide:Unicode ou testez votre navigateur.
Pour les articles homonymes, voir Théodôros et Théodore II.
Tewodros II (en amharique : ዳግማዊ ቴዎድሮስ, Degmawi Tewodros ; également appelé ዓፄ ቴዎድሮስ, Atsé Tewodros ), 1818 - 13 avril 1868, né Kassa Hailou (en ge'ez : ካሳ ሃይሉ), est un militaire et un homme d'État éthiopien, roi des rois (negusse negest) du 11 février 1855 jusqu'à sa mort. Il est également connu sous son nom de cavalier Abba Tateq (en ge'ez : አባ ታጠቅ). En raison de ses exploits militaires, Tewodros II est aussi surnommé Meysaw (en ge'ez : መይሳው, en français : « le courageux »).
Kassa Hailou naît en 1818 à Charghe dans la province du Qwara, vers l'ouest de Gondar, alors capitale d'un Empire éthiopien divisé par les guerres des seigneurs du Zemene Mesafent (Temps des Juges, 1769-1855)). Son père, Hailou Welde Giyorgis, est gouverneur de sa province natale et un militaire tout comme son oncle Kenfou Hailou. Après une brève éducation dans un monastère, Kassa Hailou intègre l'armée de Kenfou puis celle de Goshou Zewde du Godjam. Vers 1845, face à la fulgurante ascension de Kassa Hailou, Menen lui offre le poste de gouverneur du Qwara et la main de sa petite-fille, Tewabetch Ali.
En 1852, Kassa Hailou se lance dans une campagne pendant laquelle il bat les seigneurs du nord les uns après les autres. Le 11 février 1855, Kassa Hailou est couronné sous le nom de Tewodros II. Son couronnement marque la fin du Zemene Mesafent, le début de l'histoire moderne du pays et l'initialisation du processus de centralisation achevé sous Haile Selassie Ier. Ainsi, il ne se contente pas d'unifier le nord du pays ; il lance deux campagnes, la première vers le Wello et la seconde vers le Choa. En 1856, Tewodros II règne sur l'ensemble de l'Empire éthiopien véritablement unifié.
Durant son règne, il introduit diverses réformes de modernisation. Il publie des édits contre l'esclavage, bâtit les premières routes et organise un système politique et fiscal centralisé. Il constitue une véritable armée nationale, remplaçant les diverses forces régionales. Cette vague de réformes inquiète les seigneurs locaux, habitués à un pouvoir impérial faible et, dès 1860, plusieurs chefs entrent en rébellion.
La même année, il perd le soutien de l'Église éthiopienne orthodoxe, en ordonnant la redistribution de ses terres aux paysans. Au fur et à mesure, le negusse negest voit son pouvoir déstabilisé. Il réprime les mouvements de révolte, et il enferme des Européens à la suite d'un différend diplomatique avec le Royaume-Uni.
En avril 1868, le Royaume-Uni organise une expédition menée par Robert Napier (1810-1890), afin de libérer les captifs enfermés à la forteresse de Meqdela. Le 13 avril 1868, l'ultime assaut est lancé sur le quartier général du roi des rois, qui a refusé de se soumettre formellement au Royaume-Uni. Tewodros saisit alors son revolver et se donne la mort. S'il n'a su appliquer la majorité des réformes engagées, Tewodros II reste pour les Éthiopiens un dirigeant remarquable et un grand militaire, défenseur d'une patrie unifiée et moderne.

## Vie privée et familiale
Tewodros II est le fils de Hailou Welde Giyorgis, gouverneur de la province du Qwara et militaire décédé lors d'une confrontation contre les Soudanais. Sa mère vend du kosso. Après le départ de son mari, elle entre dans les ordres et vit dans l'observance du vœu de pauvreté. Son oncle, le dejazmach Kenfon est également un militaire réputé. Tewodros est un parent du dejazmach Marou du Dembiya, un des grands chefs du Zemene Mesafent décédé en 1827, lors de la bataille de Kossober.
Tewodros se marie en 1847 avec Tewabech Ali, une « jeune princesse du Yedjou » qui « avait quinze ans et se faisait remarquer tant par sa beauté que par ses qualités du cœur et d'esprit ». Il devient ainsi amatch du plus puissant des ras du Zemene Mesafent : ras Ali II. Les jeunes époux s'aiment sincèrement, mais les relations avec la famille de Tewabetch sont mauvaises. Ainsi, lors de sa révolte contre Ali et Menen, grand-mère de Tewabetch, Téwodros est soutenu par son épouse.

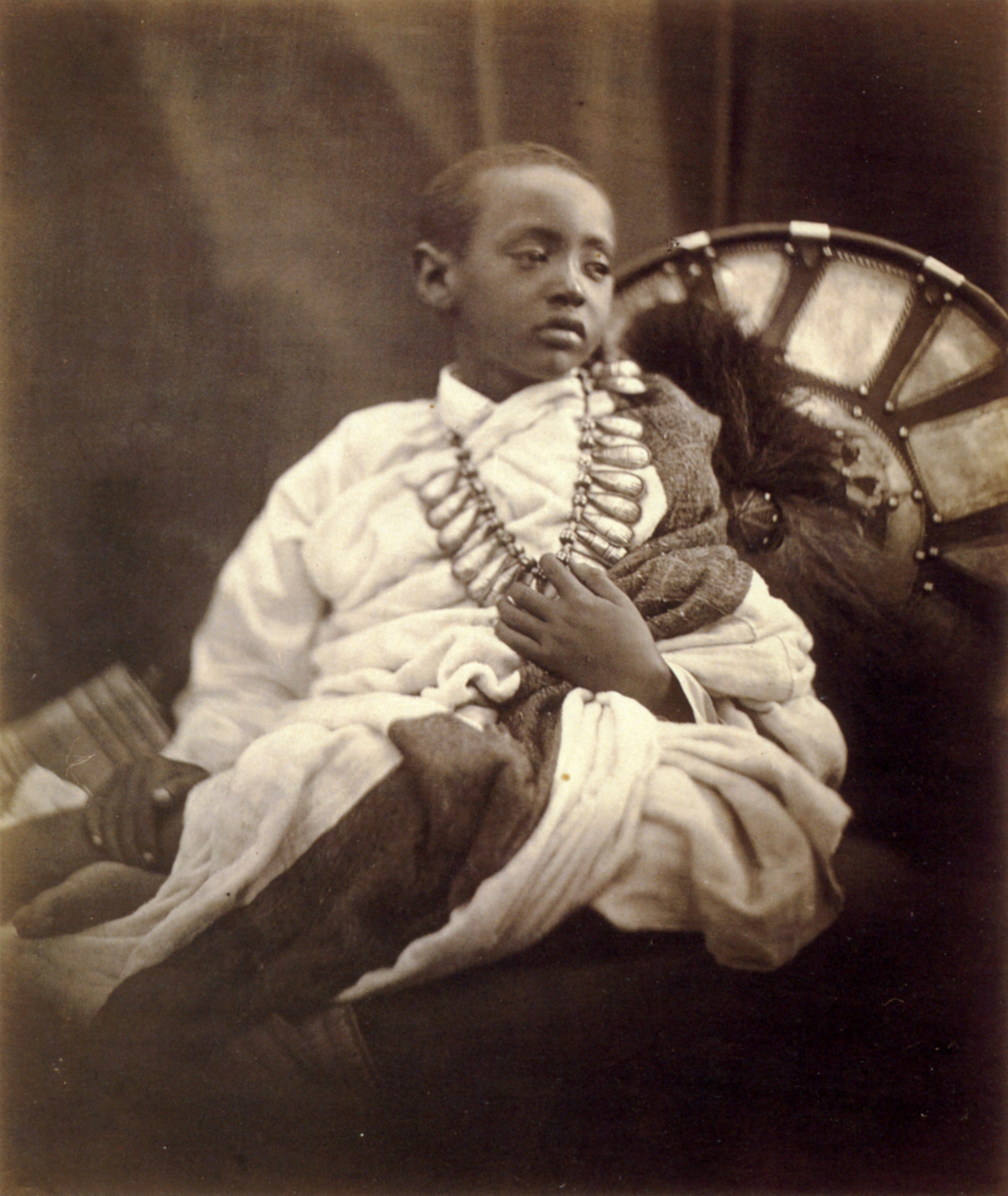
Leul Alemayehou Téwodros, fils de Tewodros II.

En 1856, après sa campagne dans le Choa, Tewodros II est informé du mauvais état de santé de sa femme. Il compte la voir, mais Tewabech décède, en 1858, alors qu'il est en route ; en son honneur, Téwodros compose cette complainte :
Je vous en prie, demandez-moi, avant qu'elle ne s'éloigne,
Si Etégé Tewabetch ne fut pas à la fois épouse et servante !
Celle qui était dans le secret de bien des choses est morte hier ;
Elle qui me servait, comme un repas, le remède [à mes préoccupations].
En février 1860, Tewodros rencontre sa deuxième épouse. Alors qu'il se repose près de l'église de Deresgé, un soldat croise une femme, dont il s'empresse de parler au roi en ces termes : « Sire, j'ai trouvé une femme dont le visage est aussi radieux que le soleil. » La jeune fille, amenée au palais, est présentée à la cour. Il s'agit de Tiruwork Wube, la fille du dejazmach Wube Hayle Maryam. Téwodros la contemple et déclare : « En vérité, cette personne-là est de l'or pur ». Le mariage est également politique puisque Wube, son beau-père, est un ancien dirigeant du Tegré, région qui sort d'une rébellion.
Tewodros a une fille, Alitash, et un fils, Alemayehou. Il marie sa fille avec Menelik, lorsque ce dernier est élevé à Meqdela, entre 1856 et 1865. Son fils est né en 1861, il grandit avec Menelik à la cour impériale. Il l'élève à la dignité de dejazmach vers 1865. Il le couronne Leul le 13 avril 1868. Après l'expédition de Napier, Alemayehou est emmené au Royaume-Uni, où il meurt en 1879.

## Jeunesse deTéwodrosII

### Naissance et éducation
Tewodros II naît en 1818,, sous le nom de Kassa Hailou, à Charghe, dans la province du Qwara, gouvernée par son père Hailou Welde Giyorgis. Sa mère se nomme woyzero Attetegeb. Sa région natale se trouve dans le Nord-Ouest de l'Empire éthiopien, à la frontière avec le Soudan ; elle abrite de nombreux contrebandiers et subit les raids des Égyptiens et des Soudanais. Son oncle est Kenfou Haylou, un militaire réputé souvent aux prises avec les Égyptiens et les Soudanais,. Si ses origines familiales expliquent comment cet autodidacte s'est procuré une base territoriale - le Qwara - elles n'ont toutefois pas joué un rôle essentiel lors de son ascension au pouvoir.
Vers 1820, à la suite du départ de Hailou, Attetegeb se retrouve seule avec son fils qu'elle emmène à Gondar. Elle vend du kosso - une profession qui fait l'objet de moqueries blessantes - et son revenu modeste ne lui permet pas d'élever son enfant correctement. Elle le confie à Kenfou, oncle de Tewodros, qui l'envoie à l'école du monastère de Tekle Haymanot, entre Gonder et le Lac Tana. À la suite d'un conflit entre factions locales, le monastère est détruit et tous les élèves de l'école meurent émasculés à l'exception de Téwodros qui retourne chez son oncle. Dans la cour du dejazmach Kenfou, Tewodros reçoit ses premières leçons d'administration, de stratégie et tactique militaire. Il y poursuit son éducation et apprend à lire et à écrire. Téwodros est un grand lecteur, intéressé par la littérature éthiopienne, l'histoire ancienne et contemporaine de l'Europe. Il étudie l'œuvre de William Shakespeare. Marqué par sa formation religieuse, il approfondit ses connaissances de la Bible. Pour l'époque, Téwodros possède une très bonne éducation.

### Sa vie deshefta
Malgré sa participation aux campagnes, les relations avec Kenfou sont difficiles. Son oncle, propriétaire du fief du Dembiya, souhaite léguer ce territoire à un de ses fils et non à Tewodros. Vers 1839,, Kenfou décède et ses deux fils sont défaits par le dejazmach Goshou du Damot et du Godjam. Téwodros décide de quitter le Qwara pour rejoindre les rangs de ce dernier. Frustré par l'absence de progression au sein des troupes de Goshou, il retourne dans sa province natale, la seule région où il peut revendiquer un quelconque héritage politique. Arrivé dans le Qwara, il apprend qu'à la mort de Kenfou, Menen Liben Amade, dirigeante du Bégemeder et épouse de Yohannes III, souverain de l'Empire éthiopien, s'est approprié le Dembiya. Cette usurpation a été le fait de son fils, Ras Ali II du Yedjou, un des plus puissants seigneurs de guerre du Zemene Mesafent. La présence de Tewodros ayant inquiété le gouverneur du Qwara, les officiers de Menen font pression pour qu'il quitte la province. Ils arrivent à leur fin puisque Téwodros, souhaitant faire valoir son droit de succession décide d'entrer en rébellion ; il part vers les basses terres à l'ouest et entame une vie de shefta,.
La décision de Tewodros d'entrer en rébellion est un moment capital de la vie du futur roi. Cette période de shefta constitue la phase « la plus formatrice de sa vie ». Durant celle-ci, il confirme certains de ses traits de caractères notables, dont la générosité ; en effet, il redistribue une partie des sommes amassées aux paysans afin qu'ils acquièrent des charrues. Le partage des gains lui assure l'établissement d'une base politique qui ne cesse de s'élargir. Ces gestes annoncent, d'après Bahru Zewde, la décision d'exproprier les terres de l'Église en faveur des paysans. Sa vie de shefta l'amène également à affronter les Égyptiens ; ces conflits le marquent et sont à l'origine de son « obsession » envers les « Turcs » et de sa volonté de libérer Jérusalem de l'emprise ottomane. Ayant débuté avec à peine douze hommes, il parvient rapidement à rassembler 300 hommes talentueux. Ses premières expéditions militaires sont réussies. Tewodros utilise sa tactique habituelle : après avoir annoncé une incursion – jamais celle prévue en réalité – il part avec 5 à 600 cavaliers le soir, marche la nuit et arrive le matin par surprise sur l'ennemi. Il prospère au-delà de ses propres attentes ; en 1837, il va jusqu'à mener ses hommes vers la frontière soudanaise.

### Entrée en politique

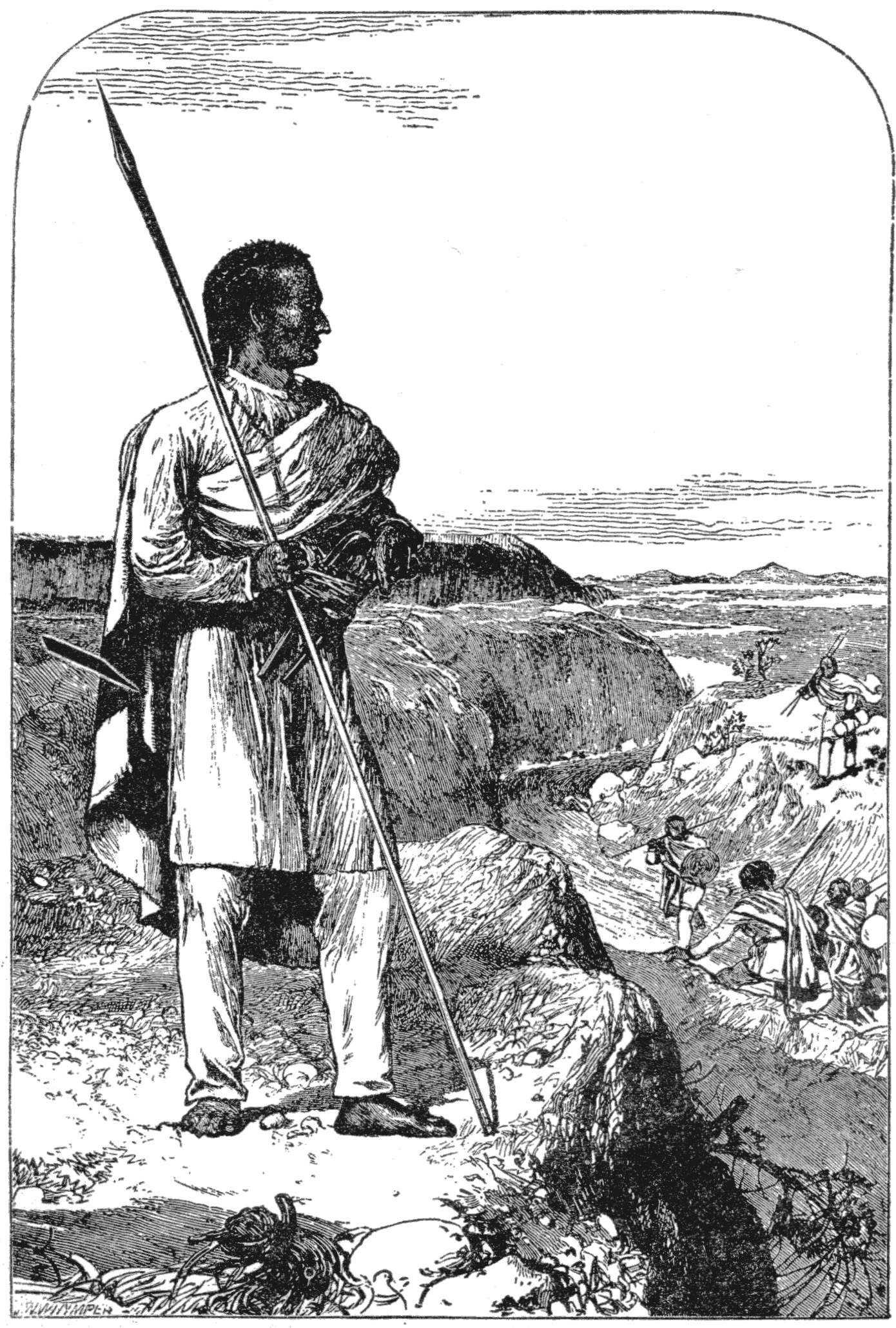
Tewodros II supervisant la traversée du Nil bleu.

Les attaques contre les caravanes affectant directement les impôts perçus par Menen, celle-ci ne peut rester indifférente. Par ailleurs, les seigneurs yedjous s'inquiètent et font pression sur l'épouse de Yohannes III. « Trop efficace pour être ignoré et trop puissant pour être soumis », Tewodros est invité par Menen à rejoindre l'armée de son fils, le ras Ali, en pleine confrontation avec les princes voisins. Se trouvant en position de force, Tewodros temporise et parvient à obtenir le poste de gouverneur du Qwara, province sous son contrôle militaire, ainsi que la main de la princesse Tewabetch, fille du ras Ali, qu'il épouse en 1847. D'après Marcus, Tewodros tire de cette entrée en politique une leçon importante qu'il n'oubliera jamais : la seule force militaire l'a hissé à un tel niveau.
Le nouveau gouverneur du Qwara demeure insatisfait : sa province reste amputée du Dembiya, principale ressource financière de la région. Par ailleurs, bien qu'il soit devenu amatch de Ras Ali, la cour ne cesse de l'humilier en raison de ses origines modestes. Avec le soutien de Tewabetch, il se rebelle contre Menen et envahit le Dembiya. À cette occasion, on le surnomme Abba Tateq, qui devient plus tard son nom de cavalier. Menen, inconsciente de l'importance du mouvement mené par Tewodros, envoie une force inadéquate, sous le commandement du dejazmach Wandyerad, qui subit deux défaites. Trop occupées dans le Godjam, les forces de Menen et Ali ne peuvent venir en renfort. Le front oriental subissant toujours plus d'offensives, elle décide de marcher vers l'est avec ses troupes, laissant Gondar sans défenses.
En janvier 1847, Tewodros saisit l'occasion et occupe la ville. Il y nomme ses propres administrateurs, demande et perçoit les impôts revenant, en temps normal, à Ali ; en outre, il pille l'entrepôt royal et accapare la nourriture des terres voisines. À son retour, Menen veut en finir mais le 18 juin 1847, au nord du lac Tana, elle perd une bataille au cours de laquelle elle est blessée à la cuisse. Elle est emprisonnée avec son époux Yohannes III. L'accueil que Tewabetch réserve aux otages royaux touche Menen, prête à racheter sa libération. Après une négociation avec Ali, les deux hommes parviennent à un accord. Téwodros obtient une réponse positive à toutes ses exigences : il est élevé à la dignité de dejazmach et le Dembiya réintègre le Qwara. En échange, il accepte de rejoindre l'armée d'Ali.
Pendant ces années de dejazmach, Tewodros vit sa première expérience militaire impliquant un armement moderne. En mars 1848, à Dabarki, alors qu'il tente de récupérer des territoires éthiopiens occupés par Muhammad Ali, vice-roi d'Égypte, il mène ses 16 000 hommes à l'assaut du camp fortifié. Impressionné par la discipline de la mousqueterie ennemie et l'efficacité de l'artillerie, son unique défaite le marque et en tire « du point de vue militaire, d'excellentes leçons ». Elle explique sa volonté d'équiper l'armée éthiopienne d'un tel armement et de former ses troupes aux tactiques de guerre modernes. Plus tard, il s'entoure de conseillers égyptiens puis britanniques, dont John Bell (?-1860).

## Marche vers le trône impérial: batailles et couronnement

### Rupture avec le rasAliII
De retour du Soudan, Tewodros fait punir les hommes ayant profité du départ pour se révolter. En outre, il consolide son autorité sur tout le Qwara, se plaçant en position de force par rapport à ses rivaux régionaux. En janvier 1849, les premiers signes d'une rupture entre Tewodros et le ras Ali II se font sentir lorsque le premier ne se présente pas à Debre Tabor après une convocation du second. De 1850 à 1851, Tewodros passe brièvement par l'Agewmeder et retourne ensuite dans le Qwara. En 1852, l'affrontement avec Ali a lieu, un événement marquant le début de l'ascension vers le trône impérial.
À partir de 1852, Tewodros va se lancer dans une série de batailles durant lesquelles il bat les grands seigneurs du Zemene Mesafent les uns après les autres. À chaque affrontement, il fait preuve d'un « extraordinaire talent de chef militaire et stratège ». Tout commence au début de l'année 1852, Tewodros met fin à l'accord avec le ras Ali, en refusant de se joindre à une expédition vers le Godjam. Il décide de lancer une armée à la poursuite de Téwodros, retiré dans le Qwara où il prépare son armée. Pendant plusieurs mois, les deux armées se rencontrent lors de brèves escarmouches. En septembre 1852, le poste de gouverneur du Qwara est attribué à Goshou par Ali, son nouvel allié qu'il envoie affronter Téwodros.

### Victoires sur les seigneurs du Zemene Mesafent

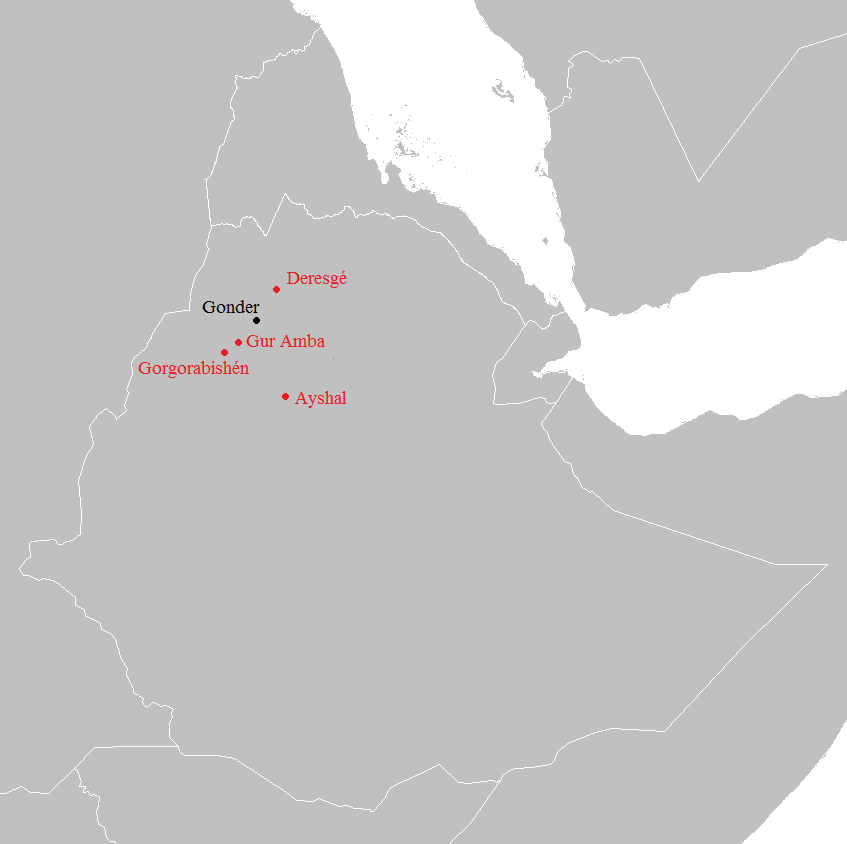
Localisation des principales batailles de 1853 à 1855 (frontières contemporaines).

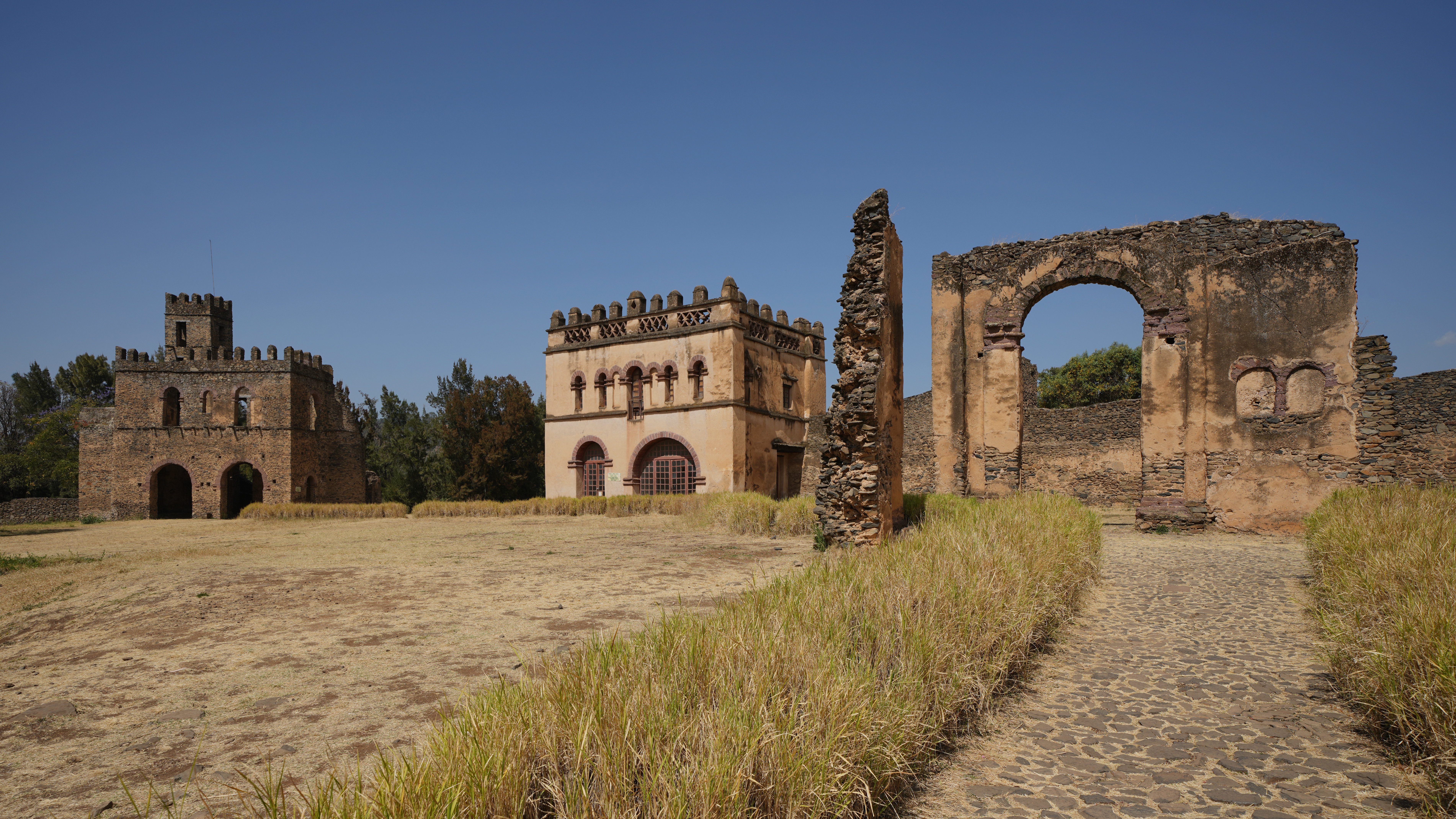
Forteresses dans le Fasil Ghebi de Gonder.

Le 27 novembre 1852, lors de la bataille de Gour Amba, Tewodros affronte son ancien supérieur, le dejazmach Goshou Zewde, seigneur du Godjam. Le conflit dure un jour et Goshou perd la vie. Outre la portée militaire de ce succès, la victoire est également symbolique. Gour Amba se trouvant à proximité de Gonder, capitale de l'empire, on lit les intentions de Tewodros d'étendre son contrôle sur le centre du pays. « Stupéfait » par le succès de Téwodros, Ali évacue Gonder avec ses administrateurs malgré l'attitude conciliatrice du vainqueur qui pénètre plus tard dans la ville. Il fuit vers Debre Tabor et appelle des troupes du Wello, du Tegré, du Yedjou et du Godjam.
En janvier 1853, Tewodros apprend la constitution d'une alliance entre le ras Ali et le dejazmach Wube Hayle Maryam ainsi que l'envoi prochain de deux importantes armées. En mars, informé du siège prévu par ses ennemis, Tewodros quitte Gonder et campe avec son armée à trois heures de marche au sud de la ville. Le 12 avril 1853, a lieu la bataille de Gorgorabishén, entre l'armée de Téwodros et les troupes sous commandements du dejazmach Berou Aligaz du Yedjou. Dans les armées du Ras Ali et Wube, on compte plusieurs dejazmach. « Kassa, un homme, mène une bataille contre le Zemene Mesafent », un affrontement « capital » au cours duquel il tue lui-même trois des cinq dejazmach ennemis pendant l'affrontement. 
Après ce deuxième succès, Tewodros occupe à nouveau Gondar et compte bien poursuivre les deux commandants, Ali et Wube.
En mai 1853, Tewodros entre à Debre Tabor, capitale du ras Ali et met la ville à sac. Il poursuit ensuite son beau-père, parti se réfugier vers le Godjam. Le 29 juin 1853, Ali est défait par Tewodros à la bataille d'Ayshal, une des « plus sanglantes » de l'époque. Les historiens considèrent cet affrontement comme la fin du Zemene Mesafent, ou du moins l'enclenchement du processus conduisant à sa fin, un processus s'achevant définitivement par le couronnement de Tewodros en 1855. À la suite de cette bataille, « le Zemene Mesafent était virtuelle terminé : un homme dominait à nouveau l'Éthiopie ». Après la défaite, Ali fuit en territoire yedjou où il meurt en 1856. Ayshal marque également fin de la suprématie d'Ali et des Yedjous au pouvoir à Gonder depuis le milieu du siècle précédent. En 1854, grâce à cette victoire, Tewodros est devenu maître de tout le nord-ouest de l'Empire. Néanmoins, il ne s'arrête pas à un « pareil exploit », plusieurs grands princes du Nord sont toujours en liberté. En mars 1854, Tewodros part vers le Godjam pour lutter contre Berou Goshou, ayant échappé à la déroute de Gorgorabishen, et lui inflige une défaite lors de la bataille d'Amba Jebeli. Berou, vaincu, décide d'abord de fuir mais en mai 1854 il abdique et finit en prison où il reste pendant quatorze ans. Plus tard, Téwodros écrase Faris Ali du Lasta.

### Accord avec l'Abouna Selama et bataille de Deresgé

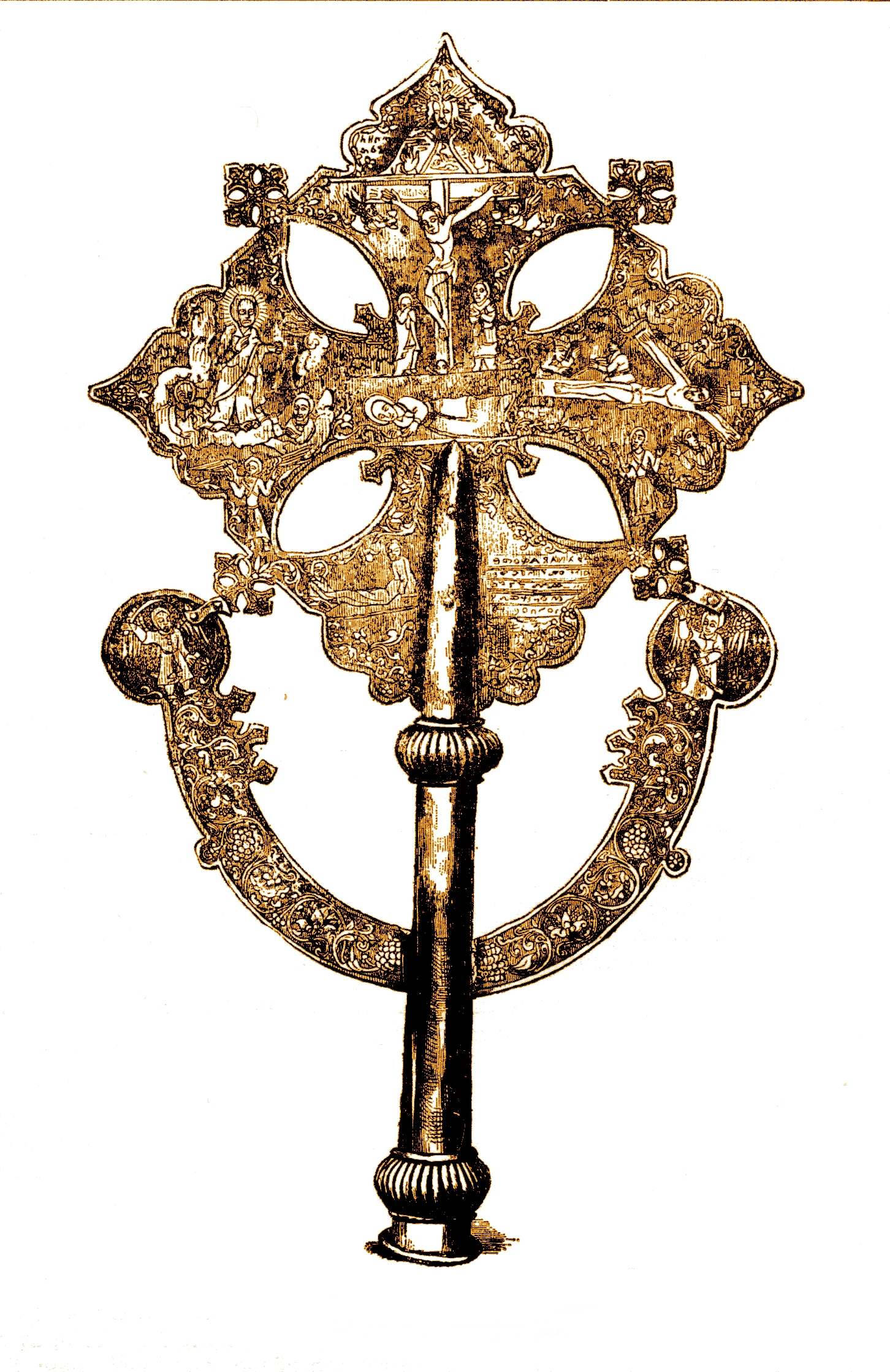
La croix de Tewodros II.

À la même époque, Tewodros tient à préparer son couronnement ; il lui reste un seul seigneur à combattre dans le nord de l'empire : le dejazmach Wube Hayle Maryam. Après Ayshal, ce dernier a cherché à obtenir la réconciliation avec Tewodros en lui envoyant des présents. Ce dernier, alors en campagne vers le Lasta et le Godjam, doit protéger l'arrière de l'armée et accepte l'offre de Wube. Il le laisse repartir au Tigré mais exige la venue de l'Abouna Selama vers Gondar. Selama est venu d'Égypte à la demande de Wube, qui souhaite se faire couronner. Or Téwodros compte également obtenir le consentement du plus puissant religieux d'Éthiopie avec lequel il veut préparer la reconstruction de l'empire. Les deux hommes s'accordent sur la nécessité d'une Église solidement unie. À l'époque, une dispute théologie oppose les partisans de la doctrine tewahedo à ceux favorables la doctrine sost lidet.
Pour mettre fin à cette polémique, le concile d'Amba Chara est organisé en juillet 1854 ; il est présidé par Tewodros en personne. Aux opposants à la doctrine tewahedo, il demande : « Reconnaissez-vous l'Aboun comme votre chef régulièrement nommé ? ». Ceux-ci répondent par l'affirmatif et Téwodros ajoute alors : « En ce cas, mes enfants, ceux qui pensent autrement que l'Aboun sont des séditieux ». Il les laisse ensuite pendant trois jours, sans eau ou nourriture, pour que finalement ils abjurent leurs erreurs. L'accord imposé par Tewodros aboutit à la condamnation de la théorie sost lidet ; en outre la doctrine tewahedo devient l'unique acceptée dans l'empire. En appuyant ces réformes, Tewodros gagne le soutien de l'Abouna Selama, l'unique homme nécessaire pour le couronnement.
Vers la fin de l'année 1854, Tewodros II est oint comme Négus par Selama. Par ailleurs, Tewodros et Tewabetch formalisent leur mariage en recevant tous deux la communion.
Au nord de Gonder, un homme n'apprécie guère ces récents changements : le dejazmach Wube. Celui-ci refuse de reconnaître le titre de négus attribué à Tewodros, qu'il décide de confronter. Ce dernier envahit le Semien sans difficulté et marche en direction de Wube qui vient de quitter le Tegré. Le 9 février 1855, Tewodros remporte la bataille de Deresgé, proche de la capitale du « dernier grand dejazmach du Zemene Mesafent ». Ce succès est décisif puisque deux jours plus tard, Téwodros devient officiellement negusse negest de l'Empire éthiopien.

### Couronnement à Deresgé Maryam
Le 11 février 1855, en l'absence d'un quelconque rival dans le nord de l'Éthiopie, Kassa Hailou, gouverneur du Qwara est couronné roi des rois (negusse negest) sous le nom de Tewodros II par l'abouna Selama. Assez ironiquement, la cérémonie se déroule dans l'église Deresgé Maryam, que Wube Hayle Maryam a prévu pour son propre couronnement, en présence de l'abouna Selama qu'il a fait venir pour son intronisation. Le couronnement de Tewodros constitue un tournant capital de l'histoire éthiopienne. Tout d'abord, d'un point de vue plutôt symbolique, il met fin à la continuité de la dynastie salomonide, qui a régné sur l'empire depuis 1270. Initialement, il choisit de se démarquer de ce passé ; le Zemene Mesafent a grandement affecté l'image de cette dynastie. Plus tard durant son règne, Tewodros prétendra avoir une ascendance salomonide plutôt douteuse. Cette question de légitimité posera des problèmes à Tewodros puisqu'elle attise la volonté des seigneurs locaux de ne pas se soumettre à un souverain «non-salomonide». Ensuite, cet événement achève le processus, débuté à Ayshal en 1853, mettant définitivement un terme à la période du Zemene Mesafent.
Les historiens considèrent le 11 février 1855 comme le début de l'histoire moderne de l'Éthiopie. Ainsi, Richard Pankhurst affirme que « la montée de Kassa Hailou a marqué l'ouverture d'une nouvelle ère cruciale de l'histoire éthiopienne. »
En choisissant le nom de Tewodros II, Kassa réalise une prophétie inscrite dans le Fekkare Iyasous, un traité religieux apocryphe. Elle fait référence au règne de Tewodros I, un souverain du début du XVe siècle qui aurait distribué les terres aux paysans. Au cours des années 1830, elle ressurgit dans le monde rural dévasté par les guerres incessantes du Zemene Mesafent. D'après la prophétie, Tewodros I se relèverait un jour, afin d'instaurer un règne juste et sans guerre durant lequel « chacun profitera pleinement du bonheur de l'abondance et de la paix. ». Par ailleurs, ce dirigeant anéantirait l'islam et s'emparerait de Jérusalem.
Il est probable que Tewodros, un homme religieux, a lui-même été convaincu d'être ce dirigeant prophétique qui devra « changer le cours de l'histoire de l'Éthiopie ». Lors du couronnement, il annonce sa volonté d'unifier et relancer le pays. Sven Rubenson, auteur d'une biographie sur Téwodros, d'écrit l'état d'esprit du negusse negest lors de son arrivée sur le trône :
« Tewodros avait senti comme aucun de ses prédécesseurs que l'anarchie politique, le laxisme moral et le retard technologique de son peuple menaçait la survie nationale. Les réformes qu'il annonça, la politique qu'il tenta de mettre en œuvre, la ténacité avec laquelle il s'attaqua aux problèmes, montrent que son objectif était rien moins qu'un renouveau national associé à la transformation de son pays en un état moderne. »

## Règne de Tewodros: unité et modernité

### Campagnes du Wello et du Shewa

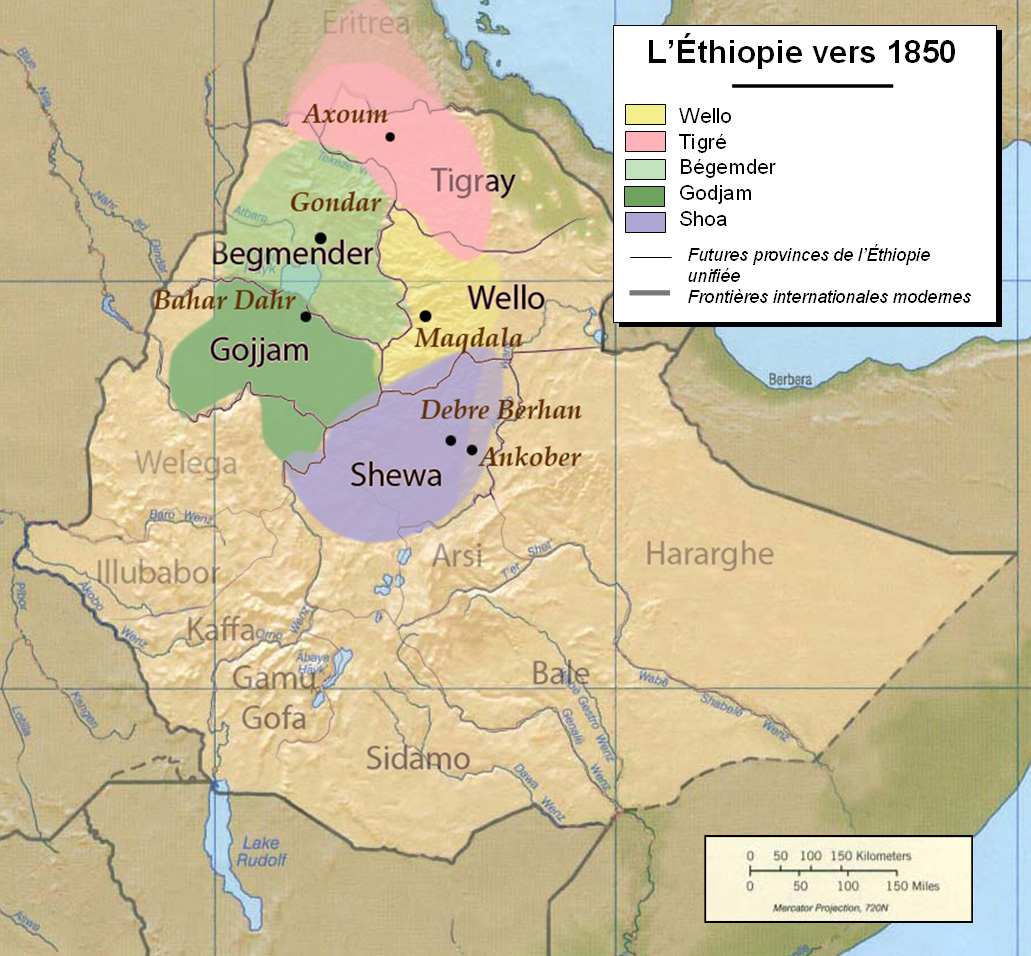
Carte de l'Empire éthiopien dans les années 1850.
En 1856, après les deux dernières campagnes d'unification, Tewodros contrôle le Tegré, le Bégemeder, le Wello, le Godjam et le Choa (Shewa).

À peine sorti de deux années de conflits, le nouveau roi des rois compte poursuivre ses expéditions, son « premier et plus grand objectif ». D'après Bahru Zewde, le fait que Tewodros n'ait point perçu sa victoire sur les chefs régionaux du Nord comme l'accomplissement de ses objectifs prouve la « largeur de sa vision ». Si la victoire de Deresgé marque la fin définitive du Zemene Mesafent, les campagnes vers le Wello et le Choa amorcent un processus de déplacement vers le sud du pouvoir politique éthiopien achevé par le couronnement de Menelik II en 1889,. Les indépendances du Wello et du Shewa « menaçaient son rêve d'une Éthiopie unie et centralisée » et c'est donc « logiquement » qu'il mène ces expéditions.
En mars 1855, en pleine période de jeûne, Tewodros lance la conquête du Wello. La campagne est particulièrement dure, en raison de la coalition formée par les sept clans wellos, habituellement en conflit. En outre, la confrontation se poursuit durant la saison des pluies. Finalement, l'armée de Tewodros surmonte la forte résistance et à la suite de la prise de Meqdela le 12 septembre 1855, l'expédition prend fin. C'est sur ce point stratégique et symbolique dans la vie de Tewodros II que le negusse negest fait construire une forteresse devenue plus tard, le centre du gouvernement. Afin d'empêcher une rébellion, Tewodros capture plusieurs chefs wellos vaincus et les enferme à Meqdela, où il les détient comme otages.
La victoire dans le Wello permet à Téwodros de protéger l'arrière de son armée qui part à la conquête du « bijou de la couronne éthiopienne » : le Choa. Traditionnellement écarté des conflits du Zemene Mesafent en raison de sa distance géographique, le Choa, royaume prospère et pacifique apparaît comme une province, où coulent « le lait et le miel » par rapport au nord de l'Éthiopie, dévasté par les conflits incessants.
Après une marche « surprise » depuis le Wello, en pleine saison des pluies, l'armée de Tewodros arrive à la frontière du Choa en octobre 1855. Divisées, les forces shewannes cèdent face à la rapide progression du roi des rois. Vers la mi-octobre, Tewodros remporte la bataille de Balla Warqa contre l'armée de Haile Melekot Sahle Selassié, négus du Choa. La campagne du Choa dure environ cinq mois. Elle diffère de celle du Wello puisque plusieurs provinces cèdent sans résistance, dont le Menz, le Gedem et l'Efrata, tandis que d'autres zones sont protégées par Seyfou Sahle Selassie, frère de Haile Melekot. En novembre 1855, les forces impériales menées par le ras Engeda sortent victorieuse de la bataille de Barakat. Le 9 novembre, Haile Melekot meurt et Tewodros cherche à capturer son fils, Menelik, devenu le point de rassemblement de la résistance shewanne. En février 1856, il entre à Ankober, où il est accueilli par le clergé et les chefs locaux ayant accepté la soumission. Menelik, capturé, est ramené à Meqdela avec d'autres dignitaires shewans ; il assure toutefois à la population locale, touchée, qu'il le traitera comme un fils. Téwodros remplace l'administration au pouvoir. Refusant d'attribuer le titre de negus au nouveau dirigeant du royaume, il « ressuscite » celui de meridazmatch et nomme Haile Mikael, gouverneur de la province nouvellement conquise.
Avec la conquête du Choa, Tewodros a reconstitué en trois ans un empire divisé pendant plus de deux siècles. Au début de l'année 1856, il contrôle le Godjam, le Wello, le Bégemeder, le Tegré et le Shewa ; en dominant la totalité de l'Empire, il devient « le dernier des princes du Zemene Mesafent et le premier Empereur du nouvel âge ». Il change de capitale, qu'il transfère de Gondar à Debre Tabor, à 95 km au sud-est. Par ailleurs, il fait de la « forteresse naturelle » de Meqdela - 110 km à l'est de Debre Tabor - son quartier général.

### Premières mesures du nouveau roi

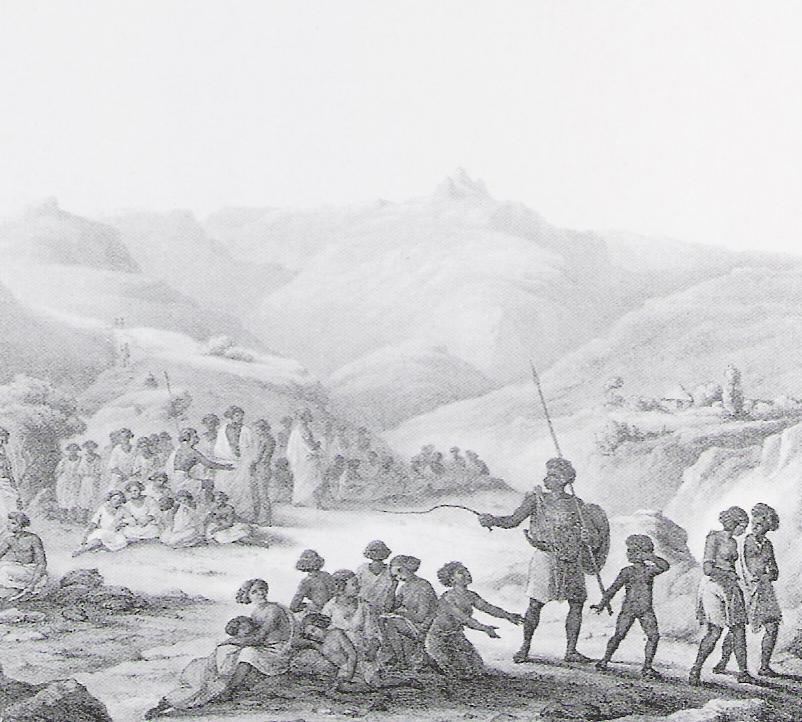
Un groupe d'esclaves
Téwodros a été le premier roi à lutter contre l'esclavage en Éthiopie.

L'avènement de Tewodros constitue le point de départ de l'histoire de l'Éthiopie moderne, en raison des diverses réformes souhaitées par le roi des rois. Pour comprendre cette volonté modernisatrice, un élément le différenciant de ses prédécesseurs, il est nécessaire de rappeler la jeunesse du roi. Tewodros est né dans le Qwara, une province subissant des raids venant du Soudan et la population locale est « irritée par l'indifférence » du pouvoir central. Le clergé est également divisé et « verse dans le régionalisme doctrinal » menaçant la cohésion de l'Église orthodoxe éthiopienne, une institution symbolisant l'unité nationale. Enfin, les campagnes sont ravagées par les guerres entre seigneurs locaux. Ainsi s'explique la détermination du jeune Kassa, aujourd'hui roi des rois, à mettre fin au Zemene Mesafent. D'après Walter Plowden, Téwodros est fermement résolu à restaurer la gloire de l'Empire éthiopien, une tâche à laquelle il se croit véritablement destiné. Les premières années de son règne sont caractérisées par la compassion, la justice sociale et un engagement afin d'améliorer la vie des pauvres,.
Téwodros est le premier constructeur de routes du pays. Suivant une coutume éthiopienne, qui veut que le chef montre l'exemple, en commençant le travail, le negusse negest participe activement aux ouvrages. Il travaille durement « de l'aube jusqu'à la nuit » et « de ses propres mains, il retire des pierres » et « nivèle le terrain ». Les autres travailleurs n'osent pas se reposer ou manger, alors que Tewodros « montre l'exemple et partage les difficultés ». Il est également le premier negusse negest s'attaquant au commerce d'esclaves, devenu « endémique ».
Ses divers édits contre la traite et le trafic en font « le précurseur de l'anti-esclavagisme en Éthiopie ». Pendant une de ses campagnes dans le Godjam, il libère tous les esclaves du marché de Basso. Dans le Wello, il interdit à ses soldats de revendre les esclaves capturés. Néanmoins, les marchands d'esclaves opèrent en marge de la loi, par des routes secrètes, loin du centre de décision.
D'un point de vue culturel, le règne de Tewodros voit le développement de la littérature amharique. Au plus haut niveau de l'État, Bahru Zewde souligne la qualité linguistique de la correspondance du negusse negest. Il est le premier souverain à faire écrire des chroniques royales en amharique, langue qui devient définitivement « la langue nationale ». Il promeut l'usage de l'amharique à la place du guèze, et encourage la traduction de la Bible. Plus généralement, il souhaite assurer le respect de règles religieuses mais également culturelles. Il demande aux membres de la cour de se vêtir de manière plus élégante. En outre, Téwodros, homme profondément religieux, exige que ces partisans donnent plus de valeur à l'institution du mariage.
Sa politique administrative marque le début d'une période de centralisation achevée sous Haïlé Sélassié Ier. Il crée un système fiscal et judiciaire centralisé, dont les fonctionnaires sont payés en nature par le gouvernement, ôtant ainsi une partie du pouvoir aux entités locales. Toutefois, Tewodros n'a pas entièrement renouvelé la classe dirigeante, certaines dynasties précédemment installées ont su rester en place. Dans le Tigré, par exemple, Tewodros nomme dejazmach Kassa Mercha, descendant de Sabagadis et issu de la famille au pouvoir ; dans le Choa, la nomination de Haile Mikael s'inscrit dans la continuité de la dynastie de Sahle Selassié. Ces choix marquent une volonté de Tewodros de ne pas froisser les divers seigneurs. Dans certaines provinces, il préfère néanmoins désigner des proches, c'est le cas du ras Engeda placé à la tête du Godjam. Initialement, le système semble fonctionner, puisque même les dirigeants issus des dynasties au pouvoir durant le Zemene Mesafent se plient à l'autorité royale. Dans le Choa, Meredazmatch Hayle Mikaél paie régulièrement son tribut.
Quant à la province du Tigré, elle constitue la principale source de revenu du trésor impérial ; Tewodros reçoit de cette région 200 000 thalers Marie Thérèse annuellement contre 50 000 du Bégemeder. En revanche, d'autres chefs locaux semblent être tentés par la rébellion, une crainte qui pousse Tewodros, toujours guidé par son objectif unitaire, à réformer l'armée impériale.

### Modernisation de l'armée

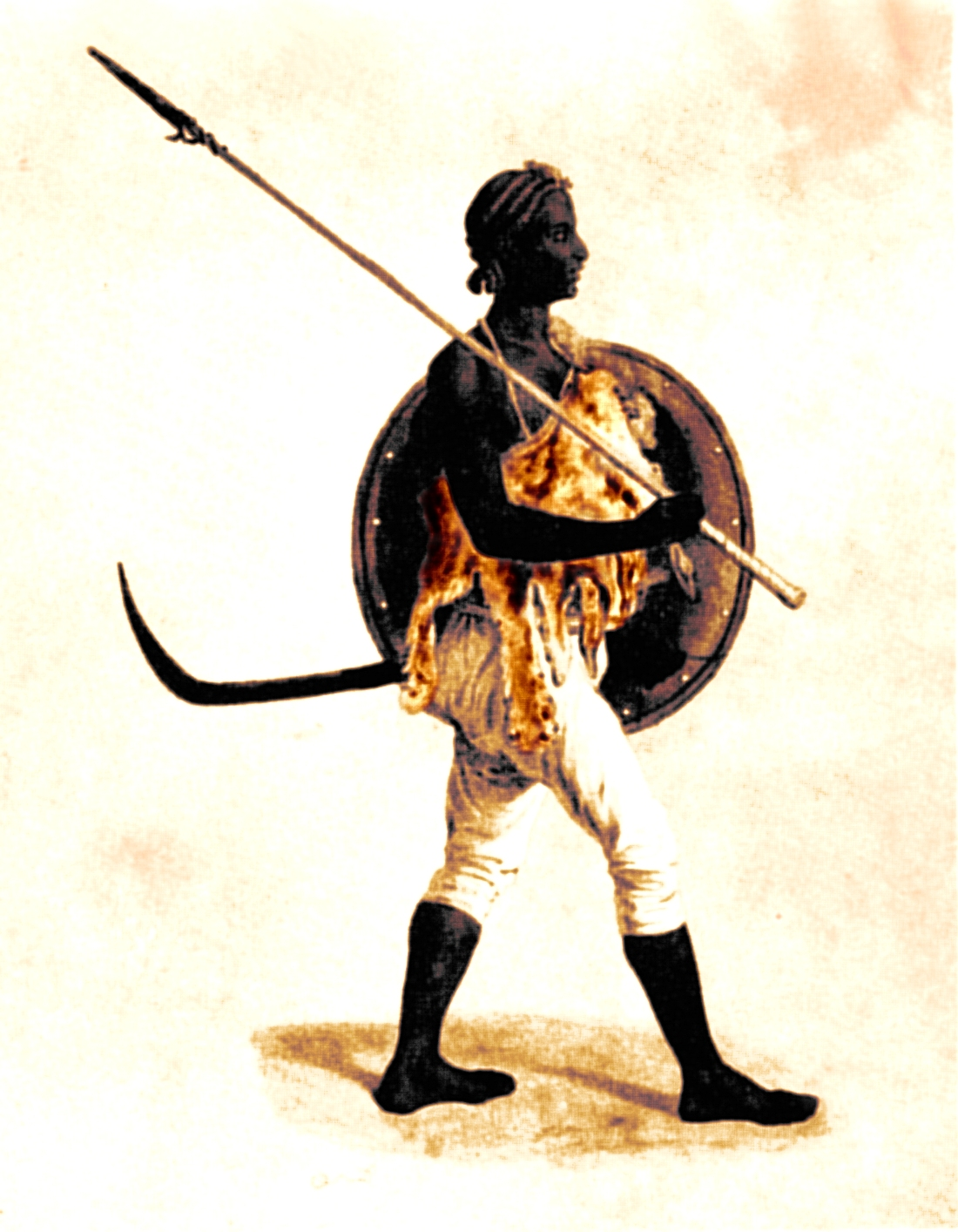
Au milieu du XIXe siècle, l'armée éthiopienne nécessite un renouvellement de son armement.

En raison de son rôle politique fondamental et particulièrement dans le cas de Tewodros, l'attention du roi se porte sur l'armée. En effet, à défaut de pouvoir revendiquer une ascendance salomonide, il a su se hisser au sommet de l'État par son seul talent militaire. Afin de renforcer les troupes impériales et assurer l'objectif d'unification nationale, Tewodros entreprend, ce que Walter Plowden surnomme, la « grande réforme ». Elle concerne trois domaines : l'organisation, la discipline et l'armement. Ces mesures « populaires » ainsi que les victoires de Téwodros permettent accroissement de son autorité. Les réformes permettent aux habitants du pays de vivre dans une « relative sécurité ».
Au niveau de l'organisation, Tewodros souhaite remplacer les différentes forces régionales héritées du Zemene Mesafent par une armée nationale unique. Les soldats, venus des diverses provinces, se retrouvent dans un unique régiment au sein d'une hiérarchie, elle-même modifiée par le roi des rois. Plusieurs titres militaires, toujours utilisés par l'armée éthiopienne, sont créés tels que yasser aleqa ou yamssa aleqa,.
En outre, Tewodros II réduit le nombre de soldats de l'escorte impériale, un détachement causant souvent un retard et posant de nombreux problèmes logistiques. Enfin, Tewodros introduit un salaire pour les soldats, auxquels il interdit le pillage. Les soldats des armées féodales ont pris l'habitude de réclamer des paysans locaux, un dîner et un lit. Cette pratique, expliquée par l'absence de revenus réguliers, est sévèrement réprimée par le negusse negest.

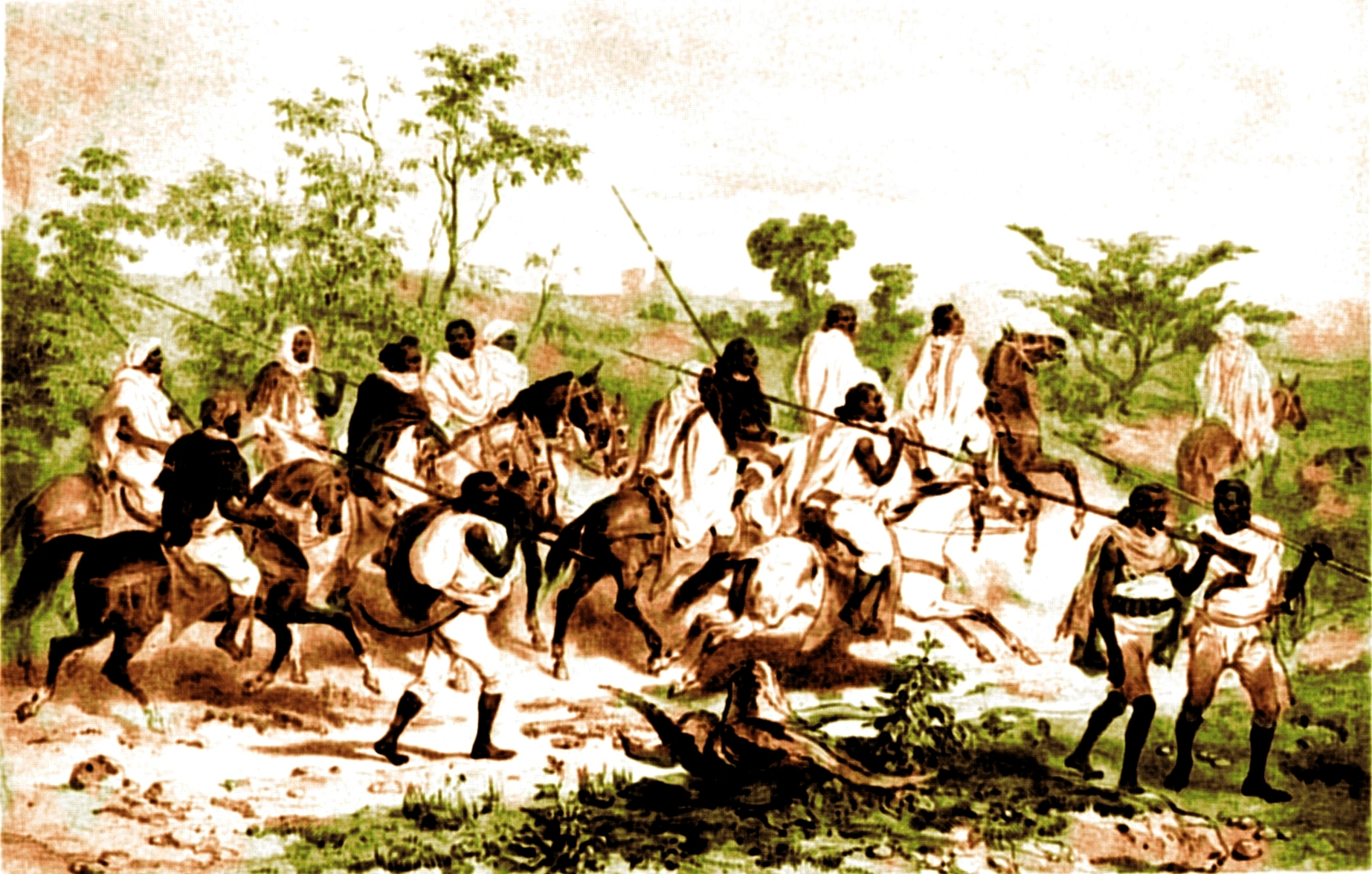
Soldats éthiopiens (XIXe siècle)
Avec la réforme de l'armée, Tewodros introduit une nouvelle organisation, un meilleur armement et une discipline plus stricte.

Tewodros instaure une solde, le qallabe,. Tout soldat abusant de l'hospitalité d'un paysan est puni. Un jugement du negusse negest a eu un grand retentissement à l'époque : un soldat ayant ordonné à une paysanne d'égorger une poule, elle se présente devant le roi avec douze poussins privés de leur mère. Le soldat a été condamné à les avaler,. À la paysanne, une vache est offerte.
Tewodros souhaite instaurer une discipline de fer. Ainsi, durant la campagne du Wello, les soldats entrant en combat sans ordres se voient amputés de certains membres. Lors de l'expédition du Shewa, les mutins ont été fusillés. D'après Bahru Zewde, de telles mesures n'ont guère prouvé leur efficacité, au contraire elles auraient renforcé une « spirale de violence ».
Concernant l'armement, l'arsenal de Tewodros II est principalement constitué d'armes récupérées sur le champ de bataille après une victoire. Il tente de créer des manufactures d'armes en important les nouvelles technologies d'Europe. Aux missionnaires européens, il ordonne de fabriquer des armes et fonde en parallèle une école à Gafat, où l'on forme les étudiants à l'élaboration de matériel militaire. Par ailleurs, la véritable première documentation d'un arsenal, créé à Meqdela, date du règne de Téwodros. On compte 15 canons, 7 mortiers, 11 063 fusils, 875 pistolets et 481 baïonnettes auxquels s'ajoutent les munitions.

## Oppositions et diplomatie

### Difficile réforme de l'Église éthiopienne
Pour permettre la mise en œuvre des réformes, Tewodros II veut s'assurer une base financière stable. À cette époque, l'Église orthodoxe éthiopienne est une des institutions les plus riches en capital. Initialement, les relations entre l'Église éthiopienne et Téwodros sont bonnes ; en échange de sa bénédiction lors du couronnement, l'abouna Selama a reçu le soutien du roi des rois en faveur de la doctrine tewahedo,. En plein processus d'unification politique, Tewodros souhaite voir une Église également unie. Bahru Zewde n'hésite pas à parler de « concordat » pour décrire cet esprit de collaboration qui va toutefois se dégrader.

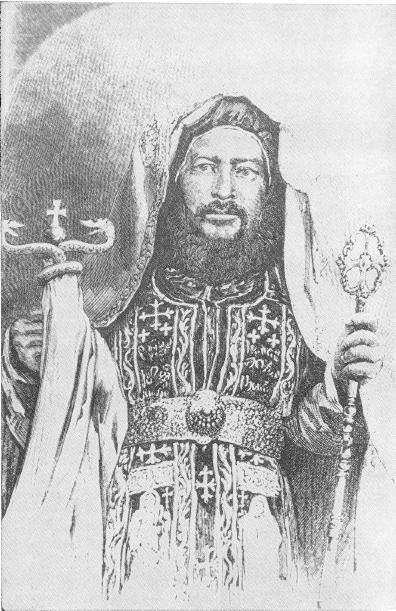
Initialement bonnes, les relations entre Tewodros et l'abouna Selama, plus généralement l'ensemble du clergé se détériorent à la suite de la réforme de l'Église.

Il y a tout d'abord une différence de caractère et de comportement entre Tewodros II, perçu comme pieux, croyant et respectueux de la foi face à un clergé jugé corrompu, malhonnête et en proie aux divisions doctrinales. Tewodros est un homme véritablement religieux souhaitant restaurer la chrétienté dans l'Empire, mettre fin à la polygamie, le concubinage, tout en encourageant la conversion des non-chrétiens. Il déclare un jour :
« Sans le Christ, je ne suis rien ».
Par ailleurs, certaines pratiques agacent le roi qui ne comprend pas, par exemple, le fait que les prêtres retirent leur turban dans le Saint des Saints d'une Église et non face à leur souverain. C'est durant l'annonce d'une réforme sur la propriété des terres que le roi entre en conflit avec l'Église éthiopienne orthodoxe. En 1856, il s'adresse en ces termes au clergé :
« Que dois-je manger et avec quoi puis-je nourrir mes troupes ? Vous avez pris la moitié de la terre en tant que mesqel merét et l'autre moitié en tant que rim et gadam,. »
En fait, Tewodros II souhaite récupérer ces terres, afin de les redistribuer aux paysans payant des impôts ; finalement, il espère accroître les moyens financiers pour ces réformes. En 1860, la mesure est partiellement mise en application entre en vigueur et Téwodros exproprie une partie terres de l'Église. La même année, il annonce une nouvelle réforme : la réduction du nombre de religieux par paroisse qui selon lui, ne doivent compter que deux prêtres et trois diacres,. En outre, il menace de supprimer la classe des debtera, « élément éclairé du clergé » auxquels ils réservent ces vers les moins flatteurs :
« Ces flâneurs,
ces useurs de nattes,
qui enturbannent leurs têtes,
et se contorsionnent la hanche. »,.
D'après Tewodros II, certaines paroisses sont en sureffectif ; il ne s'en prend nullement à la totalité du clergé puisqu'une partie reste exemptée d'impôts. Son objectif est de viser, selon ses propres parles : « ceux qui rôdent de village en village, traînant une canne, et qui ne sont que des flâneurs. ». Ce « mépris sarcastique » dévoile en fait la profonde « amertume » de Tewodros face au conservatisme du clergé qui décide de s'engager dans une lutte contre le roi des rois. L'Église commence à monter les paysans contre le souverain, qu'elle qualifie d'« illégitime arriviste ». L'abouna Selama s'érige en « champion de la résistance », un des motifs qui le conduit à être emprisonné en 1864.

### Troubles internes

#### Rébellions régionales

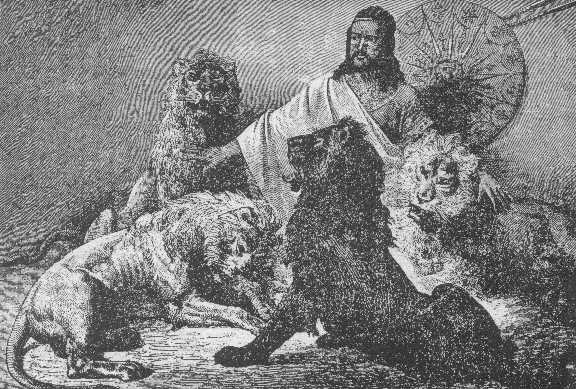
Représentation de Tewodros II donnant audience.

Face aux mesures de centralisation, les chefs locaux des diverses régions reprennent les armes. Tadla Gwalou, dans le Godjam ; Tesso Gobezé, dans le Walqayt ; Seyfu Sahle Selassie et Bezabeh, dans le Choa ; le dejazmach Liben Amade et l'opposant de longue date Amade Bashir, le Wello sont tous en rébellion. Les forces du Lasta, menées par Wagshum Gobezé, réussissent même à brièvement occuper Gonder et bientôt le Semien et le Wegera se révoltent à leur tour. Pendant le début de règne, seul Kassa du Tigré s'est montré fiable et respectueux envers le roi des rois.
Sa supériorité militaire lui permet de soumettre rapidement les mouvements de révolte mais à peine a-t-il terminé dans une province, qu'un nouveau mouvement se lève. Aux rébellions, s'ajoute le mécontentement grandissant des paysans face la présence des soldats qu'ils doivent nourrir. La série de campagnes a aggravé le processus de paupérisation et dépeuplement. Il perd définitivement le soutien d'une partie des paysans lorsqu'il annonce la création d'un nouvel impôt finançant le système de garnison national. Ces réactions ont désolé Tewodros II, un « homme du peuple » qui a souhaité assurer à son pays un bon niveau de vie et un règne juste.
Au cours du début des années 1860, il réprime divers mouvements de rébellion surtout dans le Tigré et le Bégemeder. En décembre 1860, il bat et tue Agaw Negussé, un dirigeant du Nord. Dans l'ensemble, il reste relativement impuissant face à la perte de l'autorité impériale. En 1865, Menelik s'échappe de Meqdela où il a été élevé à la cour ; malgré son affection envers Tewodros II, il retourne dans le Choa et déclare l'indépendance de son royaume. Gobezé, fils de l'ancien dirigeant du Lasta a repris pouvoir dans cette province ; quant au Tegré, il est passé sous le contrôle de Kassa Mercha. De 1866 à 1867, il lance série de campagnes de pacification à Gonder contre Tesso Gobeze et dans le Godjam contre Tadla Gwalu. Ces expéditions conduisent de nombreux soldats à déserter les rangs de Tewodros. En 1867, le Bégemeder reste l'unique province sous son contrôle. En octobre 1867, Tewodros quitte et brûle Debre Tabor ; il part vers Meqdela, où il s'installe jusqu'à son décès.
L'État souhaité par Tewodros II ne fonctionne pas. Désireux d'assurer un ordre politique et juridique, il constate que seule sa force militaire lui assure le respect, ce qu'il a toujours voulu éviter à son peuple.
Éloigné de la mer et donc des ports, il ne peut acquérir de nouvelles armes aussi rapidement que les chefs du Tigré ou du Choa. En outre, les soldats de l'armée impériale fuient et désertent, en raison de la dureté de la discipline instaurée. En 1866, son armée qui a compté dans le passé 100 000 hommes n'en comprend plus que 10 000.
En 1867, la mort de l'Abouna Selama en captivité provoque la colère des chrétiens orthodoxes du pays. Les mouvements de révolte gagnent tout le pays à tel point que Téwodros ne peut se déplacer que sur la route Debre Tabor – Meqdela. Vers la fin de l'année 1867, cet unique axe de déplacement devient trop risqué et le roi s'installe définitivement à Meqdela.

#### Lutte contre les religieux

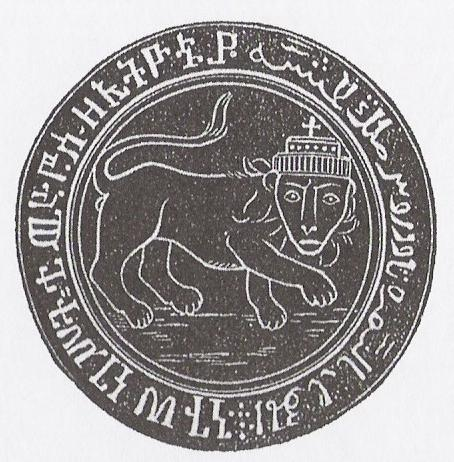
Sceau de Tewodros II

Si les relations entre Tewodros II et l'Église orthodoxe éthiopienne sont mauvaises, celles avec les autres religions sont désastreuses. À l'origine, les catholiques, les musulmans et les juifs jouissent de libertés religieuses ; mais à la suite de la détérioration de la situation interne, les missionnaires et religieux d'Éthiopie subissent également la pression du roi.
Les contacts avec les missionnaires protestants s'expliquent par l'intérêt de Tewodros II pour l'artisanat et sa volonté d'introduire en Éthiopie les technologies modernes. Les rapports entre le roi des rois et les protestants semblent plutôt bons. Contrairement aux catholiques, ils paraissent favoriser la réforme interne de l'Église éthiopienne orthodoxe à la conversion. En 1855, il accepte d'accueillir un groupe de jeunes artisans venus de l'Institut des Missionnaires de Chrischona, en Suisse. Ils ont été bien reçus par Téwodros auxquels ils apportent en présent des livres religieux, la plupart en amharique bien qu'il eût préféré du matériel militaire. Leurs activités évangéliques sont limitées par le souverain à des populations non chrétiennes telles que les juifs. Par ailleurs, ils ne sont pas préparés à répondre aux ordres de Tewodros lorsqu'il exige qu'ils manufacturent des armes.
Bien que les missionnaires ne soient pas formés pour cette tâche, ils se mettent au travail, suivant les requêtes de Téwodros. Au début des années 1860, ils achèvent un petit mortier ; rapidement, Téwodros leur demande de construire un canon bien plus puissant. Toutefois, les protestants n'ont pas été épargnés par la vague de répression contre les Européens. C'est d'ailleurs un de ces missionnaires, Henry A. Stern, qui attise la « fureur anti-européenne » du roi des rois, en raison de remarques « indécentes ». Il a rédigé un livre Wandering among the Falashas dans lequel il écrit que la mère de Tewodros était « tellement pauvre qu'elle en fut réduite à vendre du kosso ». Plus tard, plusieurs missionnaires, dont Henry Stern, sont emprisonnés à Meqdela.
Les rapports avec les catholiques ont toujours été mauvais, pour deux raisons principales :
- l'influence qu'ils exercent dans le Nord de l'Éthiopie peut constituer une menace sur l'autorité de Tewodros II ;
- ils s'identifient à un pouvoir séculier : la France[61].

La dégradation des relations à la suite d'un conflit personnel entre Justin de Jacobis et l'abouna Selama, débouche sur l'expulsion du premier en 1854 et la persécution de ses partisans éthiopiens. Ces actions conduisent les catholiques, mais également les Français, à préparer le renversement de Tewodros. Ils se réjouissent lorsque dans l'Agew, négus du Semien acceptent de collaborer avec Paris en échange de livraisons armes,. Negussé renforce le contrôle sur le Tigré, discute avec la France et les catholiques. Mais l'échec de sa rébellion et sa mort en 1860 retirent un allié de poids à Paris.
Les relations de Tewodros II avec l'islam sont particulières. Bien que les musulmans pratiquent librement leur religion, le roi des rois soutient leur conversion au christianisme orthodoxe. La méfiance de Tewodros envers cette religion remonte à sa jeunesse, son père fait partie des nombreux Éthiopiens qu'il a vu périr lors des confrontations avec les Soudanais. En outre, la situation géopolitique d'un Empire ottoman présent sur la côte la mer Rouge l'inquiète.
En avril 1864, Tewodros proscrit l'islam dans tout l'Empire éthiopien ; il s'en prend ainsi aux commerçants musulmans, participant à un vaste mouvement de protestation, et qui ont refusé de reprendre leur activité professionnelle. Par ailleurs, en tant que principaux marchands d'esclaves, ils n'ont pas permis la mise en application des édits d'abolition publiés par le roi.

### Diplomatie Tewodros et emprisonnement des Européens

#### Rêve d'une coalition chrétienne

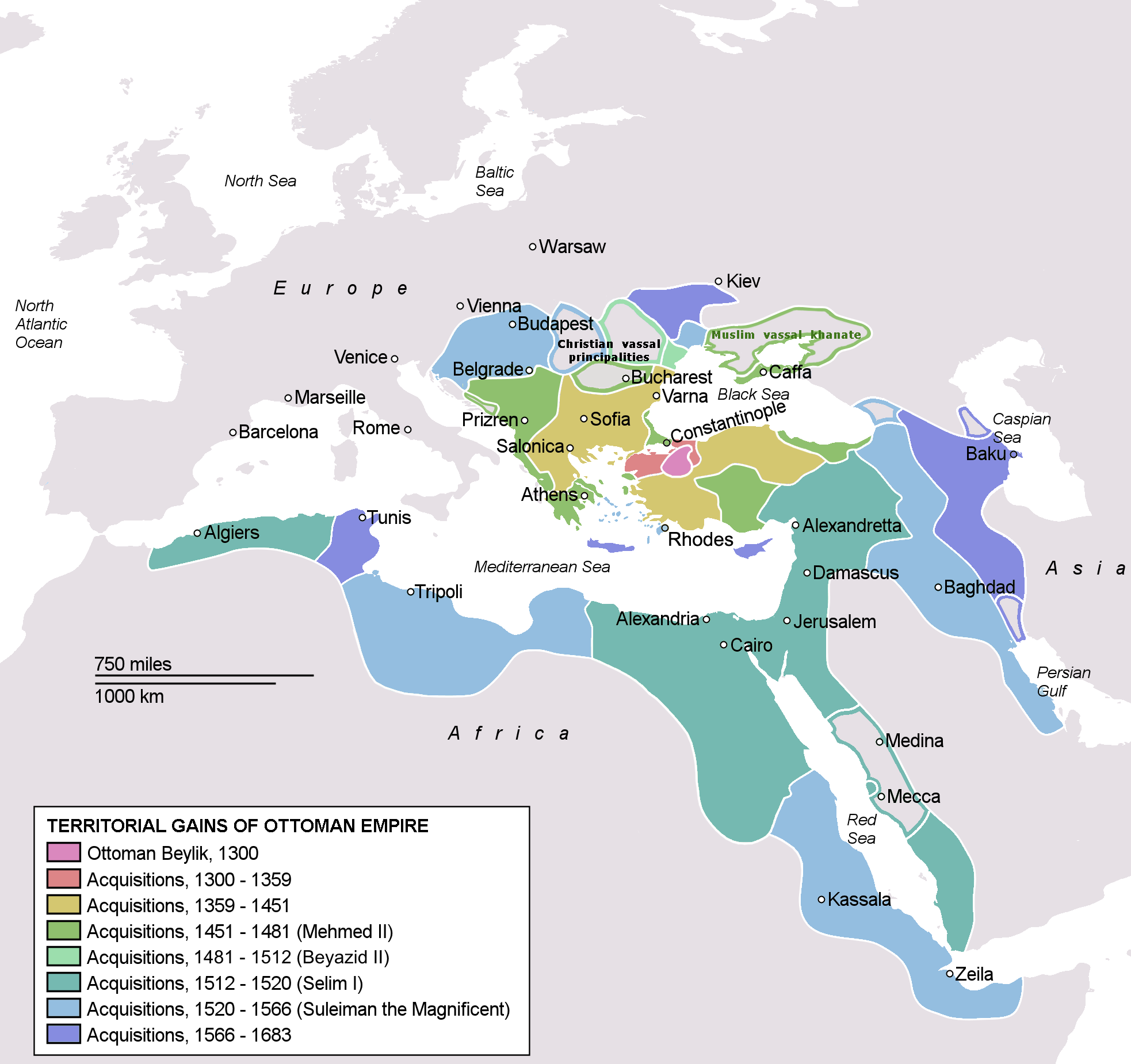
Installés sur la Mer Rouge, les Ottomans constituent la principale menace aux yeux de Tewodros.

De nombreux éléments expliquent la conduite des affaires diplomatiques par le roi ; les trois principaux facteurs sont :
- sa volonté de constituer un bloc chrétien avec l'Europe afin de se défendre de l'« encerclement musulman » ;
- l'envoi par l'Europe de diplomates « médiocres » ;
- d'« incroyables omissions et bévues » de la part des Britanniques[80].

Tewodros II ne connaît guère les enjeux diplomatiques de l'époque. Si, personnellement, la religion joue un facteur déterminant dans ses choix politiques, il ne sait point qu'elle ne compte nullement pour les grandes puissances. Par ailleurs, il ignore l'existence du racisme dans les cours européennes, aux yeux desquelles un « monarque africain n'était rien de plus qu'un chef de tribus avec des titres pompeux. ».
Lorsqu'il invoque la « solidarité chrétienne contre l'Égypte musulmane », on s'aperçoit de l'importance de la religion dans la rhétorique diplomatique de Tewodros mais également de sa méfiance envers les États musulmans de la région.
Face aux révoltes internes, Tewodros II cherche à utiliser la diplomatie, pour regagner un soutien national. Il fait appel aux puissances européennes, notamment au Royaume-Uni, afin d'obtenir une aide technique et militaire. Les Français acceptent d'apporter une assistance, si Téwodros autorise plus de missions catholiques en Éthiopie, une « non-réponse équivalant à un refus ». La Russie, épuisée par la guerre de Crimée, ne peut envoyer une quelconque aide. L'« amertume » de Tewodros II, qui a appris le scénario de ce conflit, l'a conduit à nommer Sébastopol un des mortiers construits par les missionnaires.
En parallèle, les rapports avec l'Égypte et, plus généralement, les États musulmans se détériorent. En 1856, il découvre que le patriarche Qerilos, en visite depuis Alexandrie, et l'abouna Selama ont demandé une assistance militaire à l'Égypte au nom du roi des rois. Le patriarche copte a accepté d'être ambassadeur de l'Égypte auprès de Tewodros II sans en informer ce dernier, qui ordonne l'emprisonnement des deux religieux égyptiens. Le premier est relâché en novembre 1857 mais le deuxième meurt en détention en 1867. Par ailleurs, Tewodros apporte son appui à des réfugiés soudanais tel que Wad Nimr, fils de Makk Nimr, leader d'une révolte contre les Égyptiens afin de déstabiliser leur autorité dans la région. Plus que la menace par l'ouest, c'est celle venant de la mer Rouge qui l'inquiète et qui le pousse à rechercher l'aide européenne.
À la suite du refus des autres puissances, c'est avec le Royaume-Uni que Tewodros II cherche à établir des contacts diplomatiques. Sans doute, sa proximité avec John Bell, que Tewodros a nommé Liqe Mekwas, et Walter Plowden, le premier consul britannique en Éthiopie, justifient cette « affection ». Ce sentiment « peut-être injustifié d'admiration et sympathie » est loin d'être réciproque. Finalement, le pays avec lequel Tewodros aurait souhaité établir des liens forts est devenu son pire ennemi, et même le responsable de sa chute.

#### Détérioration des rapports avec le Royaume-Uni
Le 29 octobre 1862, Tewodros envoie deux lettres, relativement similaires, à des dirigeants européens ; l'une à la reine Victoria et l'autre à Napoléon III. Il annonce que les « Turcs » refusent de céder des territoires éthiopiens et qu'il demande une aide pour les chasser. Le roi des rois donne la lettre pour la souveraine britannique au capitaine Cameron, consul britannique nommé en 1862. Il y rappelle les paroles de Plowden et John Bell, tous deux morts en 1860, assurant à Tewodros II que Victoria est « une grande reine » qui « aime les chrétiens ». En se basant sur ces dires, il exprime lui-même son « amour » pour le Royaume-Uni. Il précise également que la présence des « Turcs » l'empêche de passer par la mer Rouge et d'envoyer un ambassadeur.

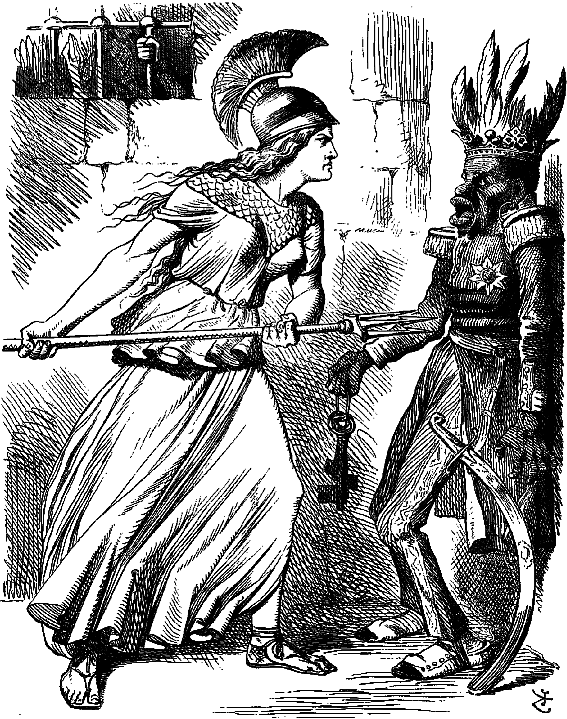
Caricature représentant le Royaume-Uni menaçant Tewodros II

Le 12 février 1863, la lettre de Tewodros II arrive à Londres mais ne convainc nullement les Britanniques. Pour ceux-ci, les Ottomans représentent un allié de poids contre la menace russe sur leur empire colonial indien. Le Foreign Office, sans avoir pris la peine de rédiger une réponse, transmet le message à l'Indian Office, où il est mis de côté. Le 22 avril 1863, Cameron reçoit une lettre du secrétaire aux affaires étrangères, Earl Russel, lui annonçant la réponse négative du Royaume-Uni, aux requêtes de l'Éthiopie. Par ailleurs, on lui ordonne de rester à Massaoua (Metsewa), jusqu'à nouvel ordre. L'absence de réponse renforce la conviction de Tewodros que les Britanniques l'ignorent volontairement.
Cette crainte ne se base guère sur de « folles hypothèses » ; d'après Richard Pankhurst, la politique britannique est « pro-égyptienne ». Dans les faits, on constate des prises de contacts entre le Royaume-Uni et l'Égypte et des intérêts commerciaux communs.

En 1863, Cameron se rend au Soudan, en territoire occupé par les Égyptiens, pour étudier un projet de plantation de coton. Téwodros voit en ces gestes la reconnaissance par Cameron de l'occupation des Égyptiens, ainsi qu'un parti pris évident. En novembre 1863, Cameron reçoit une lettre du secrétaire d'Earl Russell, James Murray, lui rappelant qu'il a été nommé pour Metsewa et non pour l'Éthiopie. Une remarque incorrecte, puisqu'il a été désigné consul de Sa Majesté en Éthiopie.

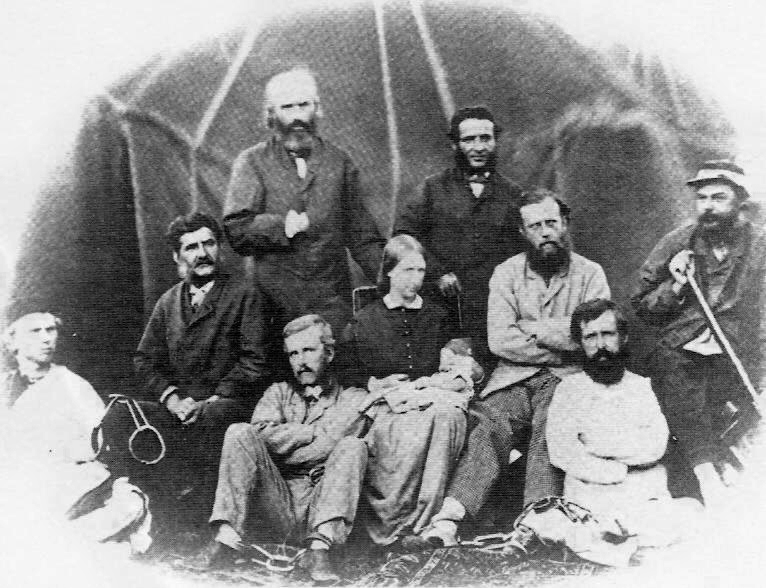
Des prisonniers européens à Meqdela : (debout) Henry Aaron Stern, M. Rosenthal, (assis) Hormuzd Rassam, Mme Rosenthal et son bébé, Dr. Blanc, Capitaine Charles Cameron, (au sol) Kerans, lieutenant Prideaux, Pietro, 1895

Néanmoins, Tewodros II a interprété cette décision comme un changement de la politique britannique en faveur de l'Empire ottoman, qui occupe alors Metsewa.
À Jérusalem, ville symbolique pour Téwodros II, alors que le Royaume-Uni a l'habitude de protéger le couvent éthiopien, le nouveau consul britannique, appuyé par ses supérieurs, ne proteste pas lors de la saisie par les Ottomans de l'édifice religieux. Le choix par le Royaume-Uni de soutenir clairement l'Empire ottoman constitue le point de départ de la querelle avec le negusse negest. Après plus d'un an d'attente, Téwodros, « profondément offensé de l'absence de réponse », perd patience.
Le 4 janvier 1864, il emprisonne Cameron et d'autres membres du personnel diplomatique dans la forteresse de Meqdela. Ce geste, provoqué par le manque d'alternatives, exprime son mécontentement ; il compte « réveiller » les Britanniques, restés silencieux à ses appels. En effet, le Royaume-Uni réagit peu après ; la lettre de Téwodros est recherchée, puis retrouvée. Une réponse rédigée « à la hâte » est remise à Hormuzd Rassam qui rencontre Téwodros le 26 janvier 1866, près du lac Tana. Le Royaume-Uni demande la libération des otages, et promet une aide militaire en échange. Insatisfait par la réponse, Tewodros fait emprisonner Rassam à Meqdela, désormais surnommée l'« Hôtel des Ambassadeurs ».
En juillet 1866, Martin Flad, un missionnaire envoyé par Tewodros à la cour d'Angleterre, représente le dernier espoir d'une pacification des relations. En janvier 1867, le roi des rois reçoit une lettre indiquant que le Royaume-Uni accepte d'envoyer une aide militaire, si les otages sont libérés et amenés à Metsewa. Néanmoins, la femme de Flad, alors en Éthiopie, informe son mari que les Européens sont à nouveau emprisonnés.
Vers décembre 1866, les Britanniques exigent la libération des prisonniers et le transfert vers Metsewa. Or, Tewodros II ne contrôle plus la route vers cette ville ; les campagnes incessantes et les révoltes continues ont très fortement limité ses déplacements. Il ne répond pas à l'ultimatum britannique reçu le 16 avril 1867 et le Royaume-Uni décide d'envoyer une expédition punitive, afin de libérer les captifs.

## Mort de Tewodros II

### Expédition britannique

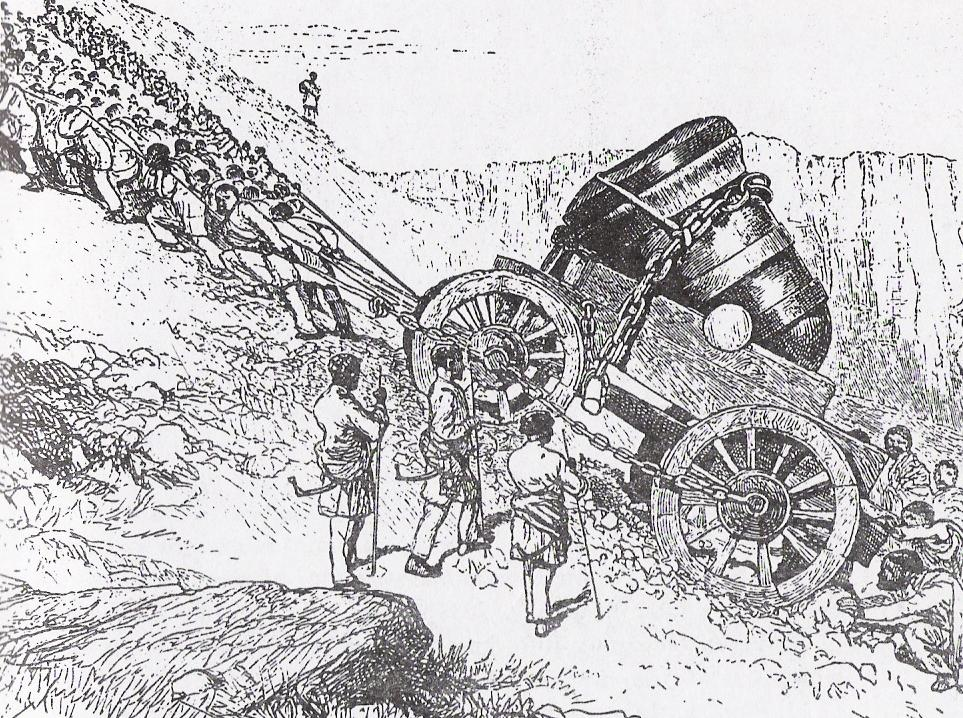
Les soldats éthiopiens tirant le mortier Sébastopol vers le haut de la forteresse, sous les yeux de Tewodros II (à l'arrière-plan).

Les problèmes de communication avec Tewodros II et l'absence de réponse à leur ultimatum conduisent le Royaume-Uni à envoyer, en juillet 1867, une expédition de 32 000 hommes sous le commandement de Sir Robert Napier. Les Britanniques sont parfaitement au courant de la situation en Éthiopie et des révoltes en cours. En 1867, l'armée de Tewodros, qui a auparavant compté 100 000 soldats, en comprend 5 000 à 10 000. Le negusse negest, après ses ultimes campagnes, arrive à Meqdela en octobre 1867, deux semaines à peine avant l'arrivée des 5 000 hommes de Napier, sa « force de frappe », le 21.
Le corps expéditionnaire a progressé de Massaoua (Metsewa) sans opposition, avec la coopération de Kassa Mercha, la sympathie de Gobezé et la passivité de Menelik. Les forces britanniques sont surtout soutenues par Kassa Mercha du Tigré, qui leur assure des moyens de transports adéquats et des provisions.
Le 10 avril 1868, au pied de Meqdela, se déroule l'unique affrontement entre les troupes impériales et les Britanniques : la bataille d'Arogé qui s'achève par une défaite et une retraite éthiopienne.
Le jour suivant, le 11 avril, Napier écrit à Tewodros, auquel il promet « un traitement honorable » s'il libère les prisonniers européens et s'il se « soumet à la reine d'Angleterre ». Le negusse negest, « un homme extrêmement fier », refuse d'accepter « une telle humiliation ». C'est dans ces conditions que Téwodros rédige une « lettre remarquable », « un document téwodrossien par excellence, cristallisant ». Formellement adressée au commandant de l'expédition, elle semble constituer un document à visée plus vaste, une sorte de « dernier testament au peuple éthiopien » :
« Au nom du Père, et du Fils, et du Saint-Esprit, un seul Dieu dans la Trinité et l'Unité, Kassa qui croit au Christ… […] quand je disais à mes compatriotes, « Acceptez l'impôt et soyez disciplinés », ils refusaient et se brouillaient avec moi. Mais vous m'avez vaincu, grâce à des hommes soumis à la discipline. Les gens qui m'aiment et me suivaient se sont enfuis, m'abandonnant, parce qu'ils avaient peur d'une simple balle. Lorsque vous les avez attaqués, je n'étais pas parmi les fuyards. Hélas, croyant être un grand personnage, j'ai poursuivi le combat, avec une artillerie sans valeur… Si Dieu me l'avait permis, je comptais commander à tous : Si Dieu m'en empêchait, [je prévoyais] de mourir… Vous autres qui avez passé la nuit dernière à vous réjouir, puisse Dieu ne pas vous rendre comme moi, et à plus forte raison comme mes ennemis éthiopiens. J'avais espéré marcher sur Jérusalem et en expulser les Turcs. Celui qui a soumis des hommes ne sera pas soumis à son tour par d'autres hommes ».
Après avoir dicté « ces mots héroïques », Tewodros tente de mettre fin à ses jours, mais, au dernier moment, ses soldats lui enlèvent le pistolet de la main. Les négociations avec les Britanniques se poursuivent, le roi des rois veut résoudre pacifiquement ce conflit. Il envoie du bétail à Napier pour la célébration de Pâques. Après avoir été informé de l'arrivée du présent chez Napier, il libère des prisonniers. Toutefois, le commandant de l'expédition britannique ne peut accepter le bétail, ceci le forcerait à négocier. Informé de ce refus, Téwodros tente d'abord de fuir de Meqdela, mais, la forteresse étant encerclée, il retourne à l'intérieur.

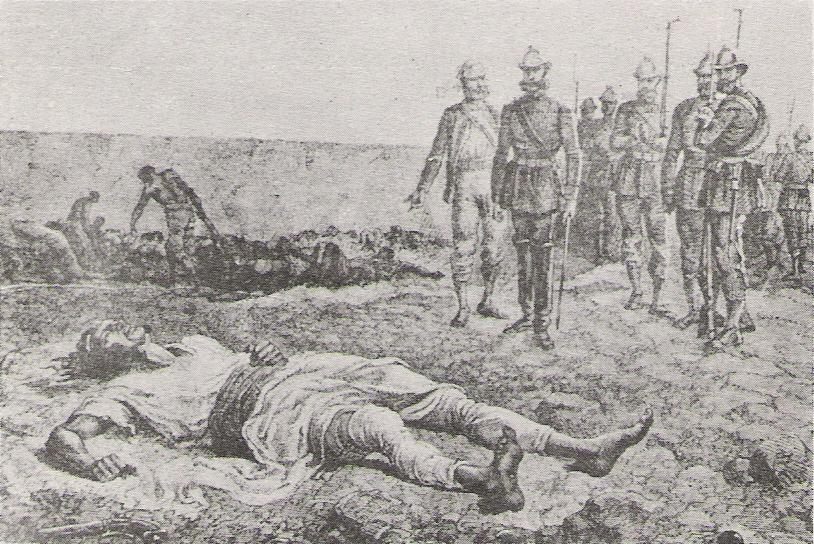
Les soldats britanniques découvrent Tewodros II après son suicide.

Il ordonne la libération des missionnaires et des prisonniers politiques de longue date.
À la vue des captifs, les observateurs étrangers de France, de Russie, d'Arabie, de Hollande, d'Autriche, et d'Espagne sont surpris en les voyant en bonne santé et en entendant l'un d'eux déclarer : « Nous étions fort bien nourris et logés ; ce que nous craignions, c'était une saute d'humeur de l'empereur. »
Le 13 avril, à 15 h 00, les Britanniques lancent l'ultime assaut sur la forteresse. Comprenant l'inutilité de toute résistance, le roi des rois laisse partir ses derniers partisans en déclarant :
« C'en est fini ! Plutôt que de tomber entre ses mains je préfère mettre fin à mes jours ! »
Tewodros II saisit son revolver, offert par la reine Victoria, le porte à la bouche et se donne la mort.
En entrant dans la forteresse, les soldats anglais voient à terre l'homme qu'ils ont cherché à capturer et pour lequel ils ont préparé une expédition ayant coûté 9 millions de livres sterling. Furieux, Napier ordonne le pillage de Meqdela. Le 18 avril, les Britanniques quittent un pays à nouveau divisé ; après quelques mois, en août 1868, Wagshum Gobezé du Lasta, appuyé par une forte armée de 60 000 soldats, se proclame empereur sous le nom Tekle Giyorgis II.

### Héritage et mémoire
Selon Bahru Zewde, trois endroits résument la vie de Tewodros II : le Qwara, Gafat et Meqdela. Le premier lui a servi de base politique et militaire ; le deuxième symbolise son zèle modernisateur ; le troisième devient son ultime refuge, lieu de son décès. Dans l'ensemble, le bilan de Tewodros II est mitigé, ses réformes ont manqué de « consistance et méthode » et ont constitué une série de « tentatives avortées ». De façon générale, les mesures impulsées n'ont pu être mises en œuvre. Divers facteurs expliquent cet échec. Tout d'abord la géographie de l'Éthiopie empêche une communication rapide et la mise en application efficace des réformes. Ensuite, il a été incapable de traduire politiquement une supériorité et une force militaire évidente. Sa simple volonté ne peut redresser un pays ayant vécu plus d'un siècle, déchiré entre seigneurs locaux. Sa tentative de créer une nouvelle classe dirigeante s'est heurtée aux nominations politiques et non « idéalistes » auxquelles il a procédé en maintenant d'anciennes dynasties au pouvoir. Paul Henze précise néanmoins que « s'il avait disposé d'un gouvernement organisé raisonnablement et d'un corps modeste d'administrateurs capables, il aurait eu la chance de mettre en œuvre une partie de son programme idéaliste de réformes et de renouveau ». Ses « objectifs progressistes » se heurtent à des méthodes inadéquates et à un manque de moyens ; sa politique a provoqué des controverses à l'époque.
Les historiens retiennent bien plus ses projets et idéaux que ses accomplissements bien que Shiferaw note que ceux-ci ont l'« habitude de remettre en cause la légitimité de Téwodros ».
À partir du milieu XXe, Tewodros II devient, aux yeux des Éthiopiens, « le plus populaire de tous les souverains ». Après sa mort, des générations ont continué à voir en lui un homme d'exception, « créant ainsi un véritable mythe autour de son souvenir ». C'est d'abord pour les idéaux qu'il a incarnés qu'il demeure populaire.
Les Éthiopiens voient en lui un précurseur du modernisme et un partisan d'une « Éthiopie ré-unifiée et forte ». Il a souhaité rétablir l'unité politique et religieuse de l'Éthiopie ainsi que ses anciennes frontières « du Nil à la Mer Rouge ». Il a voulu moderniser son pays, un processus que peu ont compris à l'époque. Par ailleurs, Téwodros est « le premier centralisateur moderne ». D'après Henze, « il mit fin à un siècle de décrépitude de l'État, proposa une vision d'unité et progrès ». Lors de son couronnement, il a lancé le processus de réunification nationale. « Il avait réveillé suffisamment le pays » pour que ses successeurs poursuivent son œuvre. D'après Marcus, « le règne de Menelik II [1889-1913] représente le triomphe de l'idée de centralisation renouvelée par Téwodros et confirmée par Yohannes IV [1872-1889] ». Enfin, l'imagination de toute une génération d'Éthiopiens a été marquée par ce « guerrier extraordinaire » et « ses brillantes victoires sur des armées plus importantes que les siennes ».

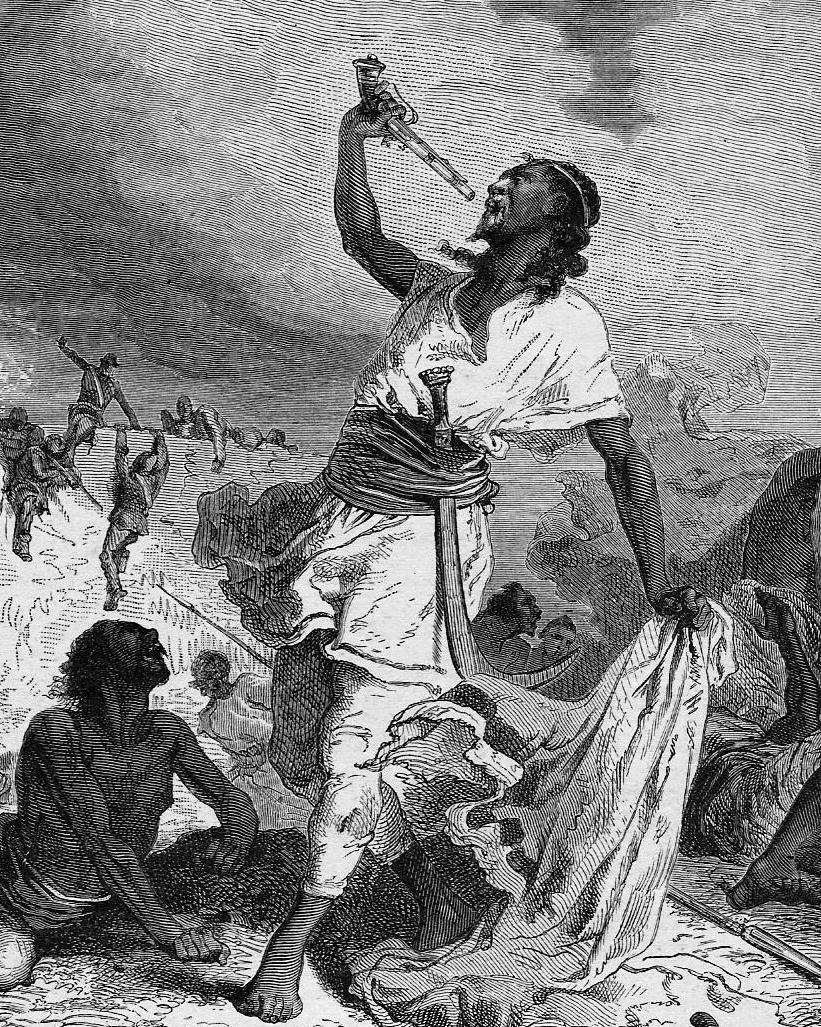
Tewodros II se donnant la mort. Ce geste est devenu une source d'inspiration pour les artistes éthiopiens.

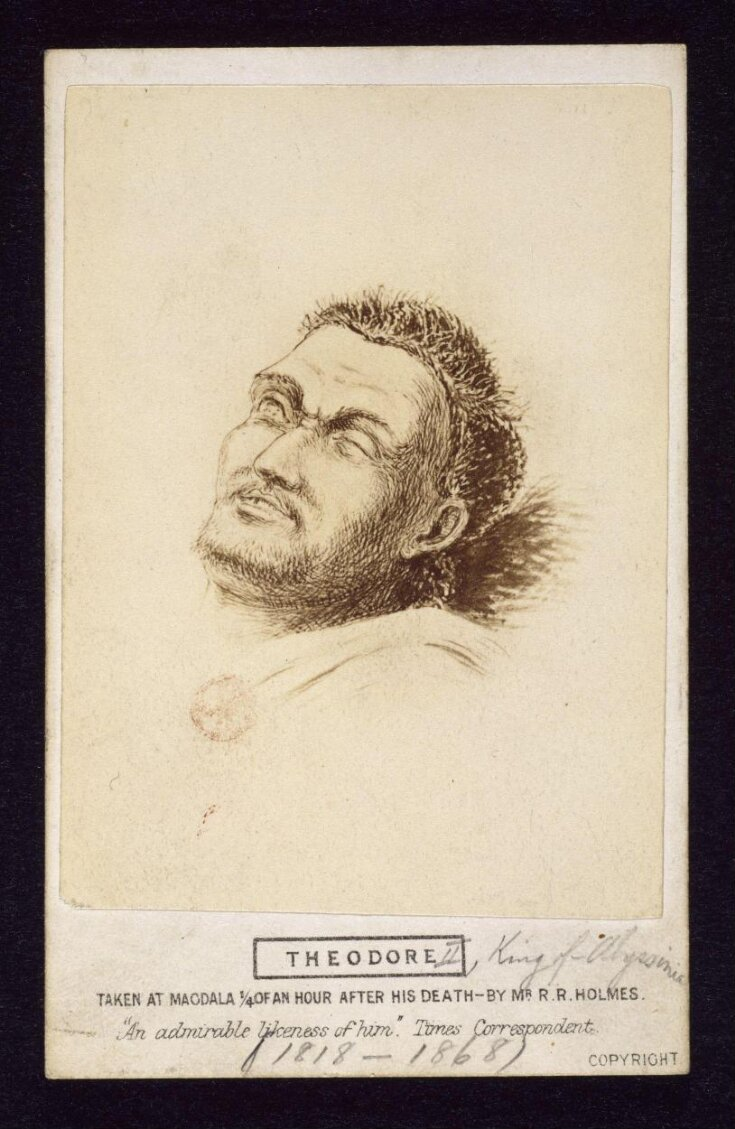
Portrait juste après sa mort.

Au-delà de ces idéaux et projets, la mort de Tewodros II constitue le geste le plus mémorable de ce « dirigeant remarquable ». En se donnant la mort, il a mis « du baume dans le cœur du peuple » et une élégie s'est diffusée à travers le pays. Ce poème est encore connu de nos jours en Éthiopie :
Le roi dont le pouvoir s'exerçait d'une frontière à l'autre,
Était-il si glouton qu'il ne fit qu'une bouchée de son pistolet ?
Là-haut à Meqdela, un cri a retenti,
Un homme viril est mort, et je ne sais combien de femmes.
Avez-vous vu la mort du lion,
Qui croit ignominieux de mourir de main d'homme.

Son suicide à Meqdela a constitué pour les artistes, de l'époque aux plus modernes, une source d'inspiration originale et un « motif populaire ». Son décès a suscité la sympathie et l'admiration, non seulement en Éthiopie mais également en Europe comme le mentionne le Bulletin de la Société de géographie en 1868 :

« Alors surgit un homme nommé Théodros, qui du tout à son courage, et parvint, en Ethiopie, aux honneurs suprêmes. Pendant dix années, cet homme étonna l'Europe par son audace, ses folies, sa sauvage grandeur et sa mort héroïque. Devant ce noble trépas le monde civilisé s'émut, et se demanda quel était ce pays où un homme, empereur vaincu et sans couronne, savait tomber comme un Romain des plus beaux temps de l'histoire, sans que la mort pût effacer sur son visage le sentiment d'exaltation sublime et de suprême défi jeté au destin qui enflamma son dernier regard. »

Arthur Rimbaud a, par exemple, été fasciné par Tewodros et lui a consacré des recherches à la librairie du British Museum, selon le témoignage de sa sœur et plusieurs biographes. Il devait, par la suite, vivre en Abyssinie.
Tewodros II s'est assuré une place de haute importance dans l'histoire éthiopienne ; par ce geste, « il a nié aux Britanniques la satisfaction de capturer l'homme contre lequel ils avaient envoyé une expédition aussi importante ». De nombreux auteurs de romans et pièces de théâtre lui ont rendu hommage ; des intellectuels ont donné son nom à leur fils. Les chanteurs éthiopiens, même les plus modernes, font parfois référence à Tewodros. Pour Berhanou Abebe, Tewodros II reste gravé dans la mémoire collective éthiopienne en raison des « circonstances de sa mort qui ont fait de lui un héros pour avoir refusé l'humiliation de la soumission ».
Une statue à l'effigie de Tewodros II est inaugurée à Gondar en janvier 2012.

#### Ouvrages généraux
- (fr) Berhanou Abebe, Histoire de l'Éthiopie d'Axoum à la révolution sur Google Livres, Paris, Maisonneuve & Larose, coll. « Monde africain », 1998  (ISBN 2-7068-1340-7) ; chap. VII (« L'essor de Théodros »), p. 87-104
- (fr) Jean Doresse, Histoire de l'Éthiopie, PUF, collection QSJ, 1970, p. 84-89
- (fr) Paul B. Henze, Histoire de l'Éthiopie. L'œuvre du temps sur Google Livres, Paris, Moulin du Pont, trad. de l'anglais par Robert Wiren, 2004, p. 123-143  (ISBN 2-84586-537-6)
- (en) Richard Pankhurst, The Ethiopians: A History (Peoples of Africa) sur Google Livres, Wiley-Blackwell ; New Ed edition, 2001  (ISBN 0631224939) ; chap. VIII (« The Early Nineteenth Century and the Advent of Téwodros II »), p. 131-161
- (en) Harold G. Marcus, A History of Ethiopia, University of California Press, 2002, p. 48-73  (ISBN 0520224795)
- (en) Ministry of Education and Fine Arts, Ethiopia, A short illustrated history, Berhanena Selam Haile Selassie I printing press, Addis Abeba, 1969 ; chap. XVII (« Tewodros 1855-1868 »), p. 103-115
- (en) David Hamilton Shinn et Thomas P. Ofcansky, Historical Dictionary of Ethiopia, Scarecrow Press, 2004 ; Article « Tewodros II » p. 376-377  (ISBN 0810849100)

#### Ouvrages spécialisés
- (fr) Shiferaw Bekele, L'Éthiopie contemporaine (sous la direction de Gérard Prunier), Karthala, 2007, 440 p.,  (ISBN 978-2845867369) ; chap. III (« La restauration de l'État éthiopien dans la seconde moitié du XIXe siècle »), partie I (« L'ascension de Tewodros II et la restauration de la monarchie (1855-1868) »), p. 92-97
- (fr) David Vô Vân, Le Voyage en Ethiopie au temps du Négus Téwodros II, Le Marchand de Tyr, 2005, 782 p.,  (ISBN 2-916398-00-7)
- (en) Bahru Zewde, A History of Modern Ethiopia, 1855-1991, Londres, James Currey, 2002, p. 64-111  (ISBN 0821414402) ; partie II (« Unification and Independence - 1855 - 1896 »), chap. I (« The first response : Kasa - Tewodros »), p. 27-42
- (en) Sven Rubenson, King of Kings: Tewodros of Ethiopia, Addis Ababa, Haile Selassie I University, 1966
- (en) Sir Darrell Bates, The Abyssinian Difficulty: The Emperor Theodorus and the Magdala Campaign, 1867-68, Oxford Press, 1979
- (en) Hailu Habtu, « The amulet of Emperor Theodore », Annales d'Éthiopie, vol. 19, no 1,‎ 2003, p. 257–263 (DOI 10.3406/ethio.2003.1046, lire en ligne).

#### Documents historiques
- Antoine d'Abbadie d'Arrast, L'Abyssinie et le roi Théodore, Ch. Douniol, Paris, 1868 [lire en ligne]
- G. d'Arnély, « Théodoros II, négus d'Abyssinie (1818-1868) », Les Contemporains,‎ 1898, p. 1-24 (lire en ligne sur Gallica).
- Henry Blanc, Ma captivité en Abyssinie : avec des détails sur l'empereur Théodore, traduit par Mw Arbousse-Bastide, Société des traités religieux, Paris, 1870 [lire en ligne]
- Henry Blanc, Les captifs de Théodoros, d'après la relation du Dr Blanc, traduit et abrégé par Ferdinand de Lanoye, Hachette, Paris, 1869 [lire en ligne]
- Charles Bussidon, Abyssinie et Angleterre (Théodoros) : perfidies et intrigues anglaises dévoilées, souvenirs et preuves, A. Barbier, Paris, 1888 [lire en ligne]
- (am) Lettre du Negussa Negest Téwodros II à un destinataire inconnu, sur le site des archives nationales d'Addis Abeba [lire en ligne]

### Peintures
- La cour de jugement de Téwodros II, artiste inconnu, 1920 - 1950, British Museum
- Le suicide de Téwodros, artiste inconnu, vers 1960, Musée de l'Institut des Études Éthiopiennes

### Théâtre
- (am) Extrait d'une pièce de théâtre éthiopienne sur la vie de Téwodros : Le personnage principal est le souverain et le jeune garçon est son fils, Alemayehou.

### Roman
- Mircea Cărtărescu, Théodoros [« Theodoros »] (trad. du roumain par Laure Hinckel), Lausanne, Noir sur Blanc, 2024, 609 p. (ISBN 978-2-88983-040-4)[111]